# モントリオール
モントリオール（フランス語: Montréal, [mɔ̃ʁeal] ( 音声ファイル)）は、カナダのケベック州の都市。同州では最も人口が多い。同国では2番目に人口が多い。

## 概説
モントリオール島 と、周辺にあるいくつかの小さな島を中心に構成されている。首都オタワから東に196km（122mi）、州都ケベックシティから南西に258km（160mi）の位置にある。
1642年に前身のヴィル・マリー（マリーの街）として設立され、周りにある3つの尖った丘、モン・ロワイヤルにちなんで名づけられた。
2021年現在、人口は1,762,949人、都市圏人口は4,291,732人で、カナダで2番目に大きな都市、2番目に大きな都市圏となっている。同市の公用語はフランス語 。2021年、人口の59.1％が家庭で使用し、モントリオール国勢調査都市圏では69.2％が使用した。全体では、モントリオール市の人口の85.7％がフランス語に堪能であると考え、都市圏では90.2％がフランス語を話すことができる 。モントリオールは、ケベック州およびカナダで最もバイリンガルな都市の一つであり、人口の58.5％が英語とフランス語の両方を話すことができる。
歴史的にカナダの商業の中心地であったモントリオールは、1970年代に人口と経済力の点で、トロントに抜かれた。商業、航空宇宙、運輸、金融、製薬、技術、デザイン、教育、芸術、文化、観光、食品、ファッション、ビデオゲーム開発、映画、世界情勢の重要な中心地であることに変わりはない。モントリオールは、国際民間航空機関本部の所在地であり、2006年にユネスコ・デザイン都市に選ばれている 。2017年、モントリオールは、エコノミスト・インテリジェンス・ユニットが毎年発表する「世界住みやすさランキング」で、世界で12番目に住みやすい都市に選ばれたが、2021年の指数では、主にCOVID-19の大流行による医療制度へのストレスから40位に後退している。また、QS世界大学ランキングでは、大学生になるのに最適な世界の都市としてトップ10に常時ランクインしている。
モントリオールは、1967年万国博覧会や1976年夏季オリンピックなど、数多くの国際会議やイベントを開催していた 。カナダの都市で唯一、夏季オリンピックを開催している。2018年、モントリオールは世界都市にランクインした。F1カナダグランプリ、世界最大のジャズフェスティバル「モントリオール国際ジャズフェスティバル」、世界最大のコメディフェスティバル「Just for Laughs」、世界最大のフランス語音楽祭「レ・フランコ・ド・モンレアル」が開催される。また、ナショナルホッケーリーグのモントリオール・カナディアンズの本拠地でもあり、スタンレー・カップを他のどのチームよりも多く獲得している。

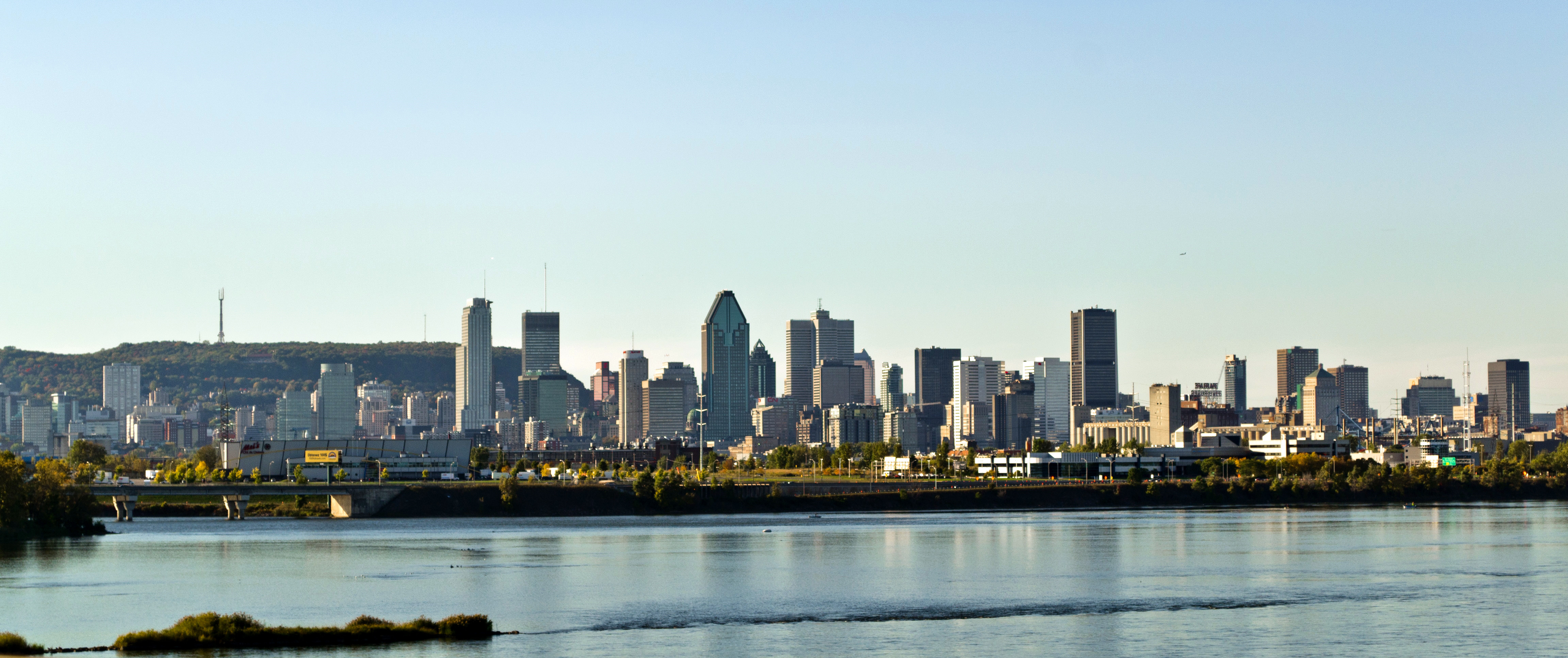
モントリオール中心街の高層ビル群。背後に見えるモン・ロワイヤル山(233m)より高いビルの建設は禁止されている。

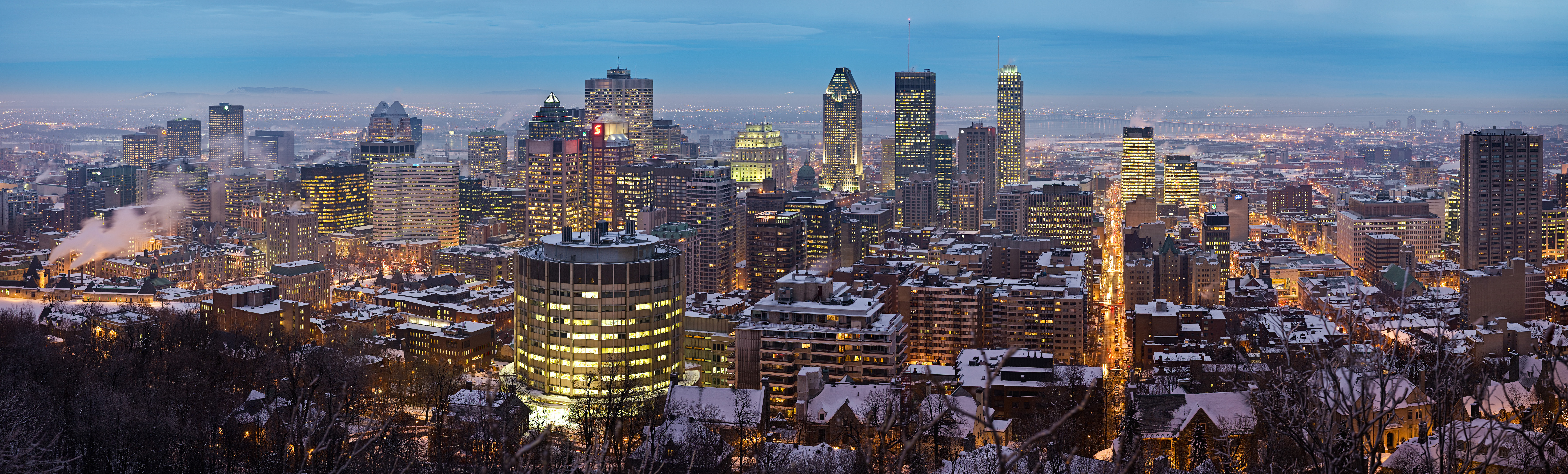
中心街の夕景（モン・ロワイヤル山からの眺望）

## 歴史

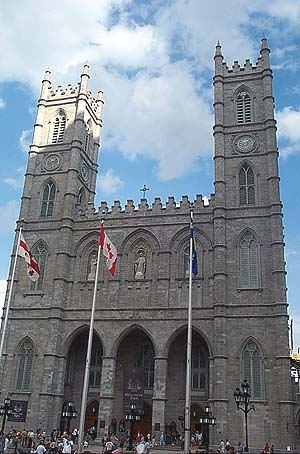
ノートルダム聖堂

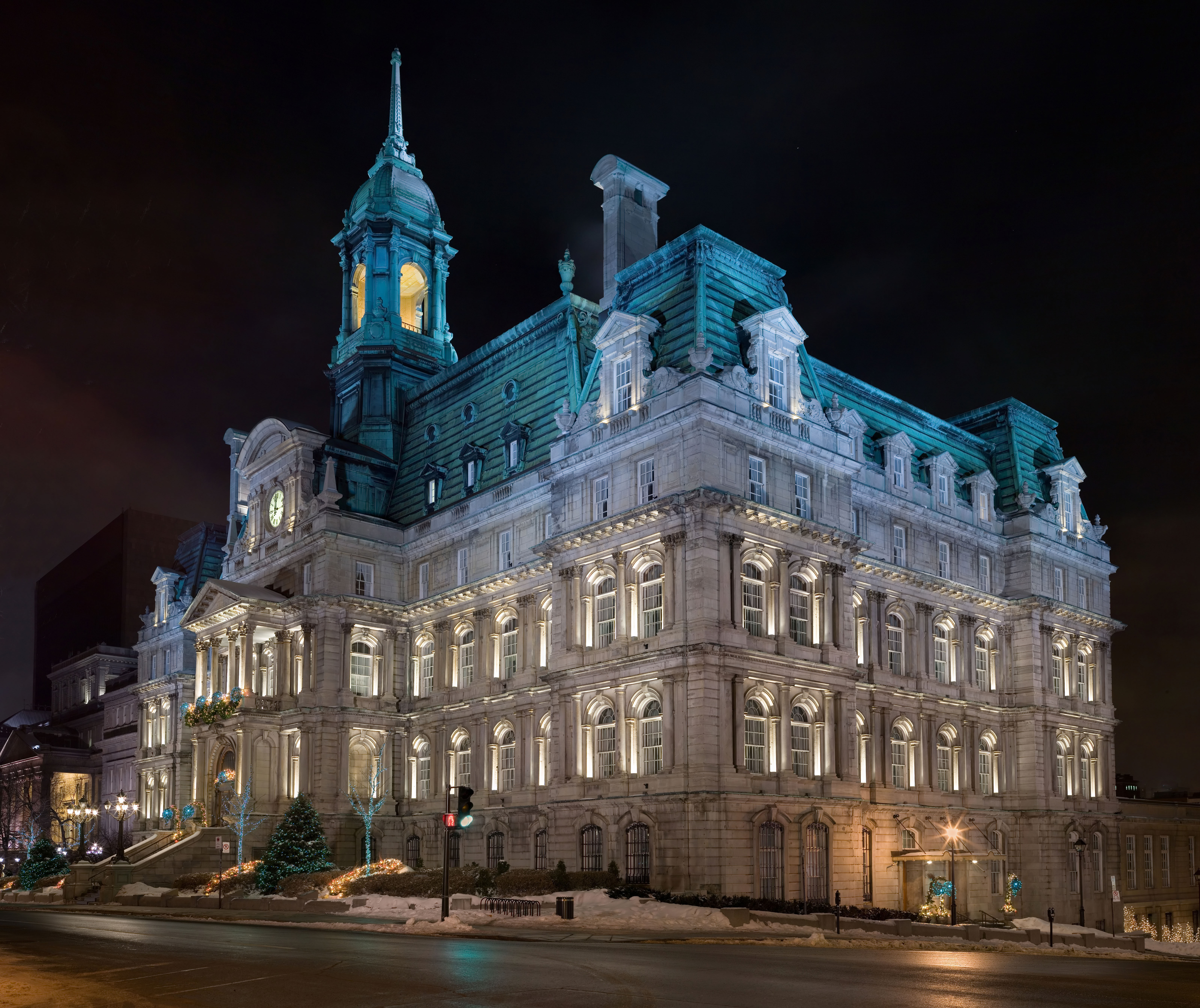
モントリオール市庁舎

1535年にジャック・カルティエが最初のヨーロッパ人として現在のモントリオールに到達した。その地はイロコイ族の砦があり、ホチェラーガと呼ばれていた。
その後1603年にサミュエル・ド・シャンプランが訪れたのち、1641年にポール・ド・ショメディ・メゾンヌーヴにより家屋・道路の建設に着手し、1642年よりフランス人の入植が始まり、5月17日に、聖職者、尼僧、開拓者からなる一団がヴィル・マリー（マリアの街）の名で開拓地を設立した。1644年には北米で最初の病院が建てられた。
フランス領植民地（ヌーベルフランス）内で毛皮取引の中心地となり、またフランス人探検家たちの拠点として使われた。
1760年にイギリス軍に占領され、1763年にイギリス領植民地となった。
1832年に市に昇格し、1844年から1849年に掛けて英領カナダ州（Province of Canada）の首都となった。1861年から1933年の大恐慌までの期間、モントリオールは経済的に発展し、黄金時代を迎えた。二つのカナダ横断鉄道路線がモントリオールを通り、モントリオールは経済的にカナダで最も重要な都市となった。
1967年にモントリオール万国博覧会、1976年にモントリオールオリンピックが開催された。
1980年頃まではカナダ最大の都市だった。
しかし1970年に生じたオクトーバー・クライシスと言われる要人の誘拐および殺人、ならびに爆弾テロ事件多発に伴う軍出動の戦時措置法の発動といった社会混乱（イギリス資本が攻撃の標的となった）、およびその後のフランス語単一公用語化に伴い、多くの企業の本拠地がトロントへと移った。その後ケベック解放戦線（FLQ）の主要メンバーの検挙等により、社会は沈静化し、現在は他の北米地域に比べ安全であると言われる。
カナワクとカヌサタクに居留区がある先住民のモホーク族とカナダ、ケベック州政府ならびにカナダ軍は先住民の権利を巡ってしばしば対立関係にあり、1990年にはオカの闘いが起きている。
2021年1月、新型コロナウイルス感染拡大に伴い夜間外出禁止令が発出された。当初は開始時間を午後8時としていたが、市内に限り5月3日から午後9時半に緩和された。

## 地理

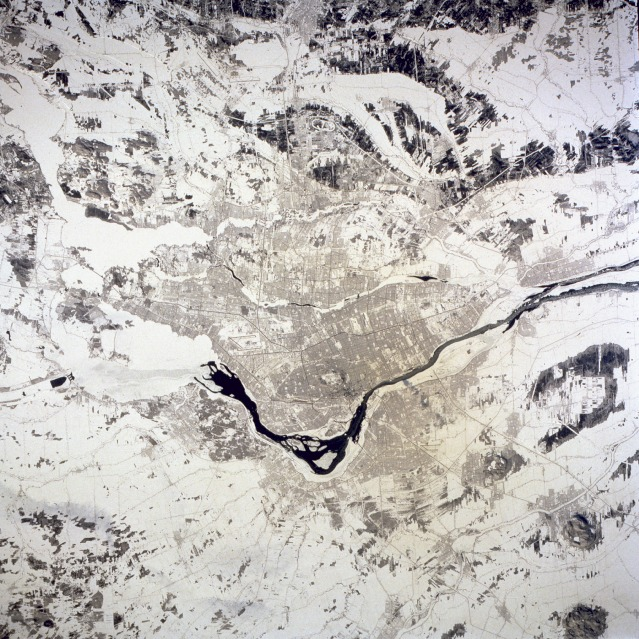
雪と氷に覆われた冬のモントリオール（衛星写真）

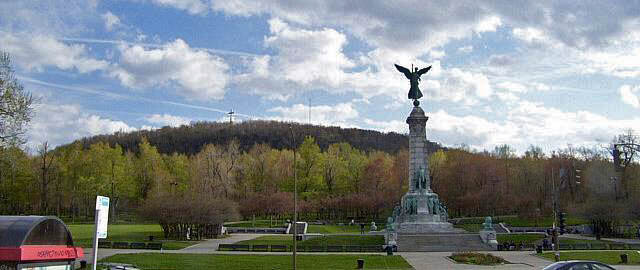
モン・ロワイヤル山

モントリオールは、セントローレンス川とオタワ川の合流点にある川中島であるモントリオール島に位置する。
モントリオール島の中央には標高233mのモン・ロワイヤル（Mont Royal、フランス語で「王の山」）があり、都市名の由来といわれ、公園となっている。
この付近のセントローレンス川の川幅は5kmに及ぶ場所もあり、流路の途中がサンルイ湖、ドゥ・モンターニュ湖となっている。川や湖は冬場にはほぼ凍りつく。市内には合計74の島がある。
セントローレンス川はモントリオール島の南を流れ、LaSalle地区の南岸でラシーヌ瀬という急流になっている。
かつてはセントローレンス川を遡る船はこの急流を遡ることはできず、大西洋から貨物は一旦モントリオールで陸揚げされ、急流の上流でまた船に積み替えられていた。1825年にラシーヌ運河が完成し、中型の船は積み替えなしにモントリオール島を通り抜けられるようになったが、その後もモントリオールは重要な河港として発展を続け、後にカナダ各地からの鉄道貨物を外航船に積み替える港町となった。現在は船はセントローレンス川南岸に作られた運河を通りラシーヌ瀬を迂回し五大湖へ向かう（セントローレンス海路）。
モントリオール島の北はプレリー川が流れ、川を隔てた北も川中島のジェス島で、人口40万人のラヴァル市がある。またモントリオール島の南には人口23万人のロンゲール市がある。両市は郊外のベッドタウンとなってモントリオール大都市圏を形成している。

### 行政区分

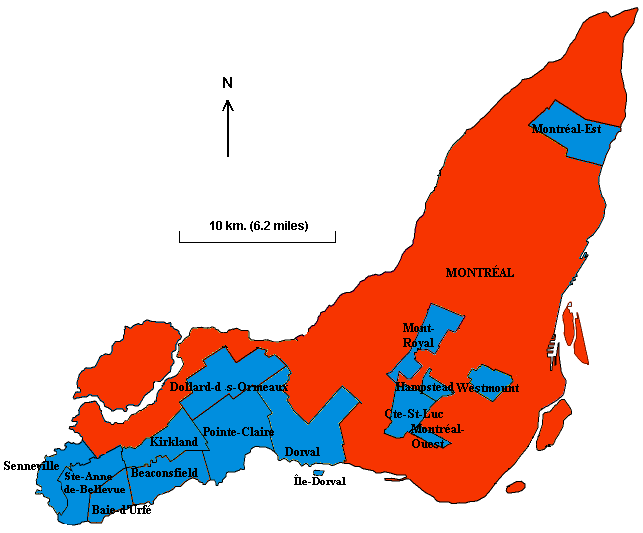
現在のモントリオール島の行政区分（モントリオール市が赤色）

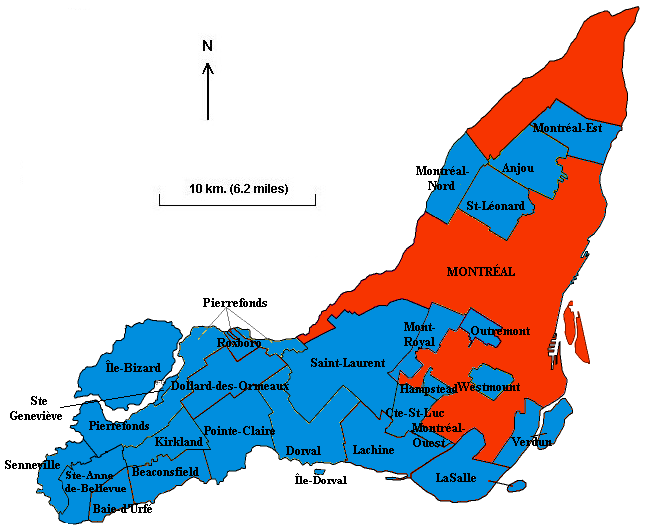
合併前（2001年）のモントリオール島の行政区分（モントリオール市が赤色）

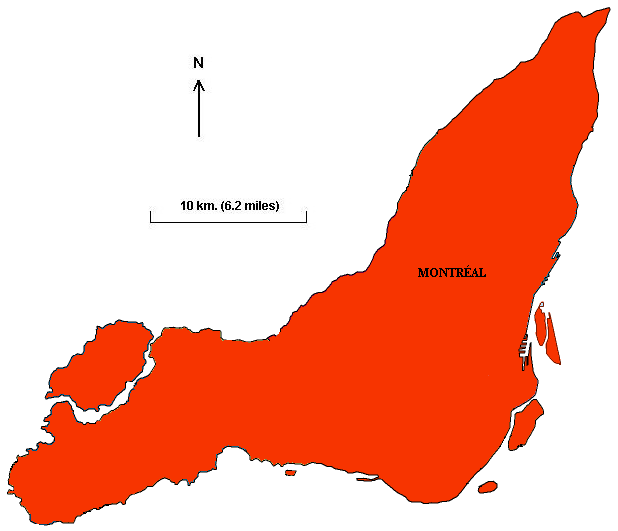
2002年～2006年のモントリオール島の行政区分（モントリオール市が赤色）

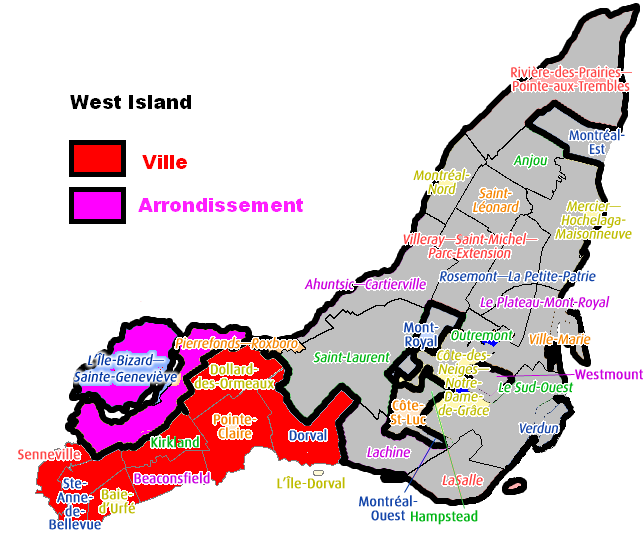
モントリオール島の行政区名とウエストアイランド

モントリオールは行政単位のモントリオール市と大都市圏単位（CMA）のモントリオール大都市圏、さらにモントリオール島の大まかに3つに分類される。
モントリオール市はモントリオール島の大部分を占める自治体で2011年の人口は1,649,519人で19の行政区で構成される。
2002年1月1日に旧モントリオール市に加えて周辺のサン・ローラン市やサン・レオナール市、ピエールフォン市、ベルダン市、北モントリオール市等のモントリオール島の全ての自治体が合併し単一のモントリオール市となった。しかし英語圏を中心とした幾つかの自治体（ウエストマウント、ハンプステッド、コート・サン・リュック、ウェストデリル地区の各市、Senneville町など）が合併を解消し、2006年1月1日に再独立した。
モントリオール大都市圏はモントリオール島外のラヴァルやロンゲール、ブロサード、テルボンヌ、ルパンティニーなど郊外を含んだ地域を指し、2011年の人口は3,824,221人。
モントリオール島の行政区
以下のようにモントリオール市が全部で19の行政区（arrondissement：アロンディスモン）、モントリオール島はモントリオール市を含めて16の自治体に分かれている。（★＝2002年の合併によりモントリオール市に加盟した市）
- コート・デ・ネージュ＝ノートル・ダム・ド・グラース（Côte-des-Neiges–Notre-Dame-de-Grâce）
- ヴィルレイ＝サン・ミシェル＝パルク・エクスタンシオン（Villeray–Saint-Michel–Parc-Extension）
- ローズモン＝ラプティット・パトリ（Rosemont–La Petite-Patrie）
- メルシエ＝オシュラガ＝メゾヌーヴ（Mercier–Hochelaga-Maisonneuve）
- アウンツィック＝カルティエヴィル（Ahuntsic-Cartierville）
- リヴィエール・テ・プラーリー＝ポワント・オー・トロンブル（Rivière-des-Prairies–Pointe-aux-Trembles）
- ル・プラト＝サモンロワイヤル（Le Plateau-Mont-Royal）
- ヴィル・マリー（Ville-Marie）
- 南西（Le Sud-Ouest）
- サン・ローラン（Saint-Laurent）★
- 北モントリオール（Montréal-Nord）★
- サン・レオナール（Saint-Léonard）★
- ラ・サール（LaSalle）★
- ピエールフォン＝ロックスボロ（Pierrefonds-Roxboro）★
- ヴェルダン（Verdun）★
- ラシーヌ（Lachine）★
- アンジュー（Anjou）★
- ウトルモン（Outremont）★
- リル・ビザール＝サントゥ・ジュヌヴィエーヴ（L'Île-Bizard–Sainte-Geneviève）★

以下の自治体は2002年にモントリオール市に加盟したが、2006年に離脱し再び個別の自治体となった市である。
- モン・ロワイヤル（Mount Royal）
- ウエストマウント（Westmount）
- ハンプステッド（Hampstead）
- コート・サン・リュック（Côte-Saint-Luc）
- 東モントリオール（Montréal-Est）
- 西モントリオール（Montréal-Ouest）
- ドラール・デ・ゾルモー（Dollard-des-Ormeaux）
- ポワント・クレア（Pointe-Claire）
- カークランド（Kirkland）
- ビーコンスフィールド（Beaconsfield）
- ドルヴァル（Dorval）
- サン・タンヌ・ド・ベルヴュー（Sainte-Anne-de-Bellevue）
- ベ・デュルフェ（Baie-d'Urfé）
- センヌヴィル（Senneville）
- リル・ドルヴァル（L'Île-Dorval）

### 気候
ケッペンの気候区分によれば、亜寒帯湿潤気候（Dfb）に属するが最暖月の平均気温が21.7℃で気候はDfaに近い（但し最寒月の平均気温は‐9.1℃と冬が寒いため温帯にはならない）。寒暖の差が大きい大陸性気候であり、夏季は気温が30℃に達することも多く、湿度も比較的高くて蒸し暑くなる。一方、冬季の気候は厳しく、1991〜2020年平年値によると1月の月平均気温は-9.1℃で、最高気温の平均が-4.9℃、最低気温の平均が-13.4℃である。北極からの寒気団に覆われると、日中でも最高気温が-20℃以下となり、晴れた無風の朝には放射冷却現象のために-30℃前後の猛烈な冷え込みとなる。このような寒さ対策として世界屈指の規模であるモントリオール地下街が発達した。
| モントリオール（1991～2020）の気候                      | モントリオール（1991～2020）の気候 | モントリオール（1991～2020）の気候 | モントリオール（1991～2020）の気候 | モントリオール（1991～2020）の気候 | モントリオール（1991～2020）の気候 | モントリオール（1991～2020）の気候 | モントリオール（1991～2020）の気候 | モントリオール（1991～2020）の気候 | モントリオール（1991～2020）の気候 | モントリオール（1991～2020）の気候 | モントリオール（1991～2020）の気候 | モントリオール（1991～2020）の気候 | モントリオール（1991～2020）の気候 |
| 月                                                      | 1月                                | 2月                                | 3月                                | 4月                                | 5月                                | 6月                                | 7月                                | 8月                                | 9月                                | 10月                               | 11月                               | 12月                               | 年                                 |
| ------------------------------------------------------- | ---------------------------------- | ---------------------------------- | ---------------------------------- | ---------------------------------- | ---------------------------------- | ---------------------------------- | ---------------------------------- | ---------------------------------- | ---------------------------------- | ---------------------------------- | ---------------------------------- | ---------------------------------- | ---------------------------------- |
| 最高気温記録 °C （°F）                                  | 13.9 (57)                          | 15.0 (59)                          | 25.8 (78.4)                        | 30.0 (86)                          | 36.6 (97.9)                        | 35.0 (95)                          | 36.1 (97)                          | 37.6 (99.7)                        | 33.5 (92.3)                        | 28.3 (82.9)                        | 22.4 (72.3)                        | 18.0 (64.4)                        | 37.6 (99.7)                        |
| 平均最高気温 °C （°F）                                  | −4.9 (23.2)                        | −3.2 (26.2)                        | 2.5 (36.5)                         | 11.2 (52.2)                        | 19.4 (66.9)                        | 24.2 (75.6)                        | 26.6 (79.9)                        | 25.6 (78.1)                        | 21.2 (70.2)                        | 13.4 (56.1)                        | 6.1 (43)                           | −1.0 (30.2)                        | 11.8 (53.2)                        |
| 日平均気温 °C （°F）                                    | −9.1 (15.6)                        | −7.7 (18.1)                        | −1.9 (28.6)                        | 6.2 (43.2)                         | 13.8 (56.8)                        | 19.0 (66.2)                        | 21.7 (71.1)                        | 20.6 (69.1)                        | 16.1 (61)                          | 9.0 (48.2)                         | 2.2 (36)                           | −4.7 (23.5)                        | 7.1 (44.8)                         |
| 平均最低気温 °C （°F）                                  | −13.4 (7.9)                        | −12.1 (10.2)                       | −6.3 (20.7)                        | 1.1 (34)                           | 8.3 (46.9)                         | 13.8 (56.8)                        | 16.7 (62.1)                        | 15.6 (60.1)                        | 11.0 (51.8)                        | 4.6 (40.3)                         | −1.6 (29.1)                        | −8.4 (16.9)                        | 2.4 (36.3)                         |
| 最低気温記録 °C （°F）                                  | −37.8 (−36)                        | −33.9 (−29)                        | −29.4 (−20.9)                      | −17.8 (0)                          | −5.0 (23)                          | 0.0 (32)                           | 6.1 (43)                           | 3.3 (37.9)                         | −2.2 (28)                          | −7.2 (19)                          | −27.8 (−18)                        | −33.9 (−29)                        | −37.8 (−36)                        |
| 雨量 mm （inch）                                        | 83.2 (3.276)                       | 67.7 (2.665)                       | 76.5 (3.012)                       | 95.4 (3.756)                       | 84.7 (3.335)                       | 91.2 (3.591)                       | 92.3 (3.634)                       | 93.4 (3.677)                       | 84.9 (3.343)                       | 104.3 (4.106)                      | 81.5 (3.209)                       | 93.5 (3.681)                       | 1,048.6 (41.285)                   |
| 出典：http://www.pogodaiklimat.ru/climate7.php?id=71627 |                                    |                                    |                                    |                                    |                                    |                                    |                                    |                                    |                                    |                                    |                                    |                                    |                                    |

## 民族・移民
2016年の国勢調査によるとモントリオール都市圏の人口は409万8927人。2010年の都市的地域の人口では340万人であり、世界第95位、国内第2位である
| 人種構成 2016年（モントリオール市内） | 人種構成 2016年（モントリオール市内） | 人種構成 2016年（モントリオール市内） | 人種構成 2016年（モントリオール市内） | 人種構成 2016年（モントリオール市内） |
| ------------------------------------- | ------------------------------------- | ------------------------------------- | ------------------------------------- | ------------------------------------- |
|                                       |                                       |                                       |                                       |                                       |
| 白人                                  | 白人                                  |                                       | 63.3%                                 | 63.3%                                 |
| 黒人                                  | 黒人                                  |                                       | 10.3%                                 | 10.3%                                 |
| アラブ・西アジア系                    | アラブ・西アジア系                    |                                       | 8.2%                                  | 8.2%                                  |
| 中南米系                              | 中南米系                              |                                       | 4.1%                                  | 4.1%                                  |
| 中国・東アジア系                      | 中国・東アジア系                      |                                       | 3.8%                                  | 3.8%                                  |
| 東南アジア系                          | 東南アジア系                          |                                       | 3.5%                                  | 3.5%                                  |
| 南アジア系                            | 南アジア系                            |                                       | 3.3%                                  | 3.3%                                  |
| 先住民系                              | 先住民系                              |                                       | 2.5%                                  | 2.5%                                  |

2016年の調査によるとモントリオール市内の6割強ほどは白人であり、フランス系が大多数を占める。次いで、フランス人と同じカトリック教徒であったアイルランド人の移住者が非常に多く、現代のフランス系の住民にもアイルランド人の家系を持つものが多い。そして、1960年代までは支配者階級にいたイングランド系やスコットランド系がそれに次ぐ。また、ドイツ系や戦後移民してきたイタリア系やギリシャ系、ポルトガル系なども多く見られる。
モントリオール市内ではおよそ3割強が白人以外の有色人種となっている。特に近年はレバント・マグリブ地域をはじめとするアラブ系移民が急増している。黒人の割合は1割を超えカナダの都市のなかではかなり多い方であり、特にその多くを占めるハイチ系移民は約13万人を数え、マイアミ、ニューヨークと並ぶ北米屈指の規模である。先住民も7万人ほど暮らしており、近郊にはカナワクとカヌサタクというモホーク族の居留区がある。その他、中国系、ベトナム系、フィリピン系、アルメニア系などが多く住んでおり、市内にはイタリア人街（fr:Petite Italie de Montréal）や中華街（fr:Quartier chinois, Montréal）（旧市街近く）などの移民街が形成されている。
近年の移民は、フランス、モロッコ、アルジェリア、レバノン、ハイチ、カメルーンなどのフランス語圏や旧フランス植民地からの移民が多いのが特徴である点で他の北米の都市とは大きく異なっている。トロントやバンクーバーに比べると東洋系は少ないが、第二次大戦後にカナダ西部から移住してきた日系人も5,000人ほどと小規模ながらコミュニティが存在し、日系文化会館も設置されている。

### モントリオールのユダヤ人
モントリオールはユダヤ人が非常に多い街として知られてきた。超正統派ユダヤ教徒が多く住むウトルモン周辺がユダヤ人街として知られ、ここではイディッシュ語も話されている。モントリオール市外にはユダヤ人が大半を占めるコート・サン・リュック(全人口の6割)やハンプステッド（人口の8割）といった自治体もあるほどである。モントリオールに住むユダヤ系人口は約9万人ほどで、最盛期よりもその数は減少しているものの、街中で数多くみられる超正統派ユダヤ教徒の姿やモントリオール式ベーグルやモントリオール式スモークミートなどのユダヤ文化が根付いており、北米ではニューヨークと共にユダヤ文化を感じられる都市となっている。

## 言語
| 母語話者 2016年（モントリオール市） | 母語話者 2016年（モントリオール市） | 母語話者 2016年（モントリオール市） | 母語話者 2016年（モントリオール市） | 母語話者 2016年（モントリオール市） |
| ----------------------------------- | ----------------------------------- | ----------------------------------- | ----------------------------------- | ----------------------------------- |
|                                     |                                     |                                     |                                     |                                     |
| フランス語                          | フランス語                          |                                     | 52.1%                               | 52.1%                               |
| 英語                                | 英語                                |                                     | 13.0%                               | 13.0%                               |
| アラビア語                          | アラビア語                          |                                     | 5.9%                                | 5.9%                                |
| スペイン語                          | スペイン語                          |                                     | 4.5%                                | 4.5%                                |
| イタリア語                          | イタリア語                          |                                     | 4.2%                                | 4.2%                                |

| 母語話者 2016年（モントリオール大都市圏） | 母語話者 2016年（モントリオール大都市圏） | 母語話者 2016年（モントリオール大都市圏） | 母語話者 2016年（モントリオール大都市圏） | 母語話者 2016年（モントリオール大都市圏） |
| ----------------------------------------- | ----------------------------------------- | ----------------------------------------- | ----------------------------------------- | ----------------------------------------- |
|                                           |                                           |                                           |                                           |                                           |
| フランス語                                | フランス語                                |                                           | 62.96%                                    | 62.96%                                    |
| 英語                                      | 英語                                      |                                           | 10.97%                                    | 10.97%                                    |
| その他                                    | その他                                    |                                           | 22.47%                                    | 22.47%                                    |

| 家庭で話される言語 2011年（モントリオール大都市圏） | 家庭で話される言語 2011年（モントリオール大都市圏） | 家庭で話される言語 2011年（モントリオール大都市圏） | 家庭で話される言語 2011年（モントリオール大都市圏） | 家庭で話される言語 2011年（モントリオール大都市圏） |
| --------------------------------------------------- | --------------------------------------------------- | --------------------------------------------------- | --------------------------------------------------- | --------------------------------------------------- |
|                                                     |                                                     |                                                     |                                                     |                                                     |
| フランス語                                          | フランス語                                          |                                                     | 70.4%                                               | 70.4%                                               |
| 英語                                                | 英語                                                |                                                     | 14.0%                                               | 14.0%                                               |
| その他                                              | その他                                              |                                                     | 16.6%                                               | 16.6%                                               |

2016年国勢調査によると、モントリオール大都市圏のうち62.96%がフランス語を、10.97%が英語を、1.16％がフランス語と英語の両方を、22.47%がその他の言語を第一言語としている。モントリオール大都市圏の家庭で最も使用される言語は、2011年の国勢調査によると70.4%がフランス語、14.0%が英語、その他の言語は16.6%となっており、英語は1990年代と比べると減少しており、英仏以外の言語の使用が増えている。モントリオール市内に限るとフランス語の割合は少なくなるのが特徴で代わりにその他の言語が多くなっている。これは、白人層が郊外へ流出する一方、移民が定住先としてモントリオール市を選ぶからである。
一般に、フランス語と英語のバイリンガル都市と言われるが、実際は公用語はフランス語のみであり、行政のサービスは基本的にフランス語で提供され英語は公式なステータスを持っていない。英語を母語とする人は郊外を含めたモントリオール大都市圏人口の内1割強に過ぎず少数派である。このように、大半の住民にとって英語はあくまで外国語（第二言語）として広く話されているため、英仏両言語が同程度に使われているというイメージでのバイリンガル都市とは実態はかけ離れている。またフランス語、英語に加えて、移民の言語を加えてトライリンガルな住民も少なくない一方、フランス語のみ又は英語のみの単一言語しか話せない人も決して珍しくはない。
モントリオールのフランス語は多種多様なフランス語が使われている。フランスの標準語に近いものから方言色の強いもの、英語話者が話すフランス語、移民が話すフランス語までさまざまであるが、一般には、標準語とはかなり発音の違うケベック方言が話されている。一方、英語は語彙や表現などにフランス語の影響を受けたものがあるものの、英語ネイティブの間ではごく標準的なカナダ英語が話されている他、フランス語話者が話すフランス語訛りの英語もよく聞かれる。
モントリオールに住む日系人には、日本からの直接の移住者は少なく、戦後、強制収容所のあったカナダ西部から移住してきた日系カナダ人の子孫がほとんどであるため、彼らの言語は一般に英語が主流である。また、市内に多く住むユダヤ人は英語やイディッシュ語が主流、モントリオール近郊の先住民居留区であるカナワクやカヌサタクに住むモホーク族はアメリカ独立戦争時にイギリス軍側について戦った歴史的経緯から英語とイロコイ語族のモホーク語が主流である。

### フランス語圏と英語圏
モントリオール島内は中心部（ダウンタウン）を境に東部と西部によって言語が分かれている。中心部（ダウンタウン）ではフランス語が主体であるものの、英語も幅広く多く使われている。また、通りの名前などもフランス語圏と英語圏の呼び名があり、目抜き通りのサント・カトリーヌ通り（Sainte-Catherine）はフランス語圏の読み方で、英語圏ではセント・キャサリン通りとなる。しかし、東部へ行くほど完全なフランス語圏になり、地下鉄Berri-UQÀM駅周辺のカルチエ・ラタン地区やサンドニ地区では英語を聞く機会はかなり少なくなる。一方、ダウンタウンから西側に向かうウエストマウント、ノートル＝ダム＝ド＝グラース(NDG)、ハンプステッドやコート・サン・リュックといった西部はフランス語よりも英語が主体に使われている。そのさらに西側の、住民の半数以上が英語を母語とする英語圏であるウェストデリルと呼ばれる地域にはイギリス系、アイルランド系、スコットランド系住民が多く住む緑豊かで閑静な住宅街が広がる。

モントリオール島における母語分布図
青＝フランス語圏、赤＝英語圏、緑＝その他

なおモントリオール島外はオンタリオ州に向かう東側(ヴォードライユ＝スランジュ地域)や南岸（グリーンフィールドパーク、シャトゲ、先住民居留区のカナワク等）の一部を除いてほぼフランス語圏であり、英語の通用度は低くなる。
公用語はフランス語のみ
ケベック州の公用語はフランス語のみであり、原則的にフランス語表記が義務付けられている。一般にモントリオールはフランス語と英語のバイリンガル都市と紹介されるが、正しくはフランス語が公用語だが英語も通じる場合が多いということである。
地下鉄のアナウンスなどもフランス語でしか行われない。案内板などでも英語は併記されていないことが多く、道路標識もすべてフランス語のみである。モントリオール市自治体でも住民サービスは基本的にフランス語のみで行われる。英語のみが店舗名や広告看板などで使われることも禁止されているので、英語を目にする機会は話されている割合に比べるとずっと少なくなっている。これは、ケベック州のフランス語社会を守る法律が適用されているためであり、移民も基本的にはフランス語社会への統合・同化が求められる。就職においても仏語の習得が最低条件となっている。英語での住民サービスは限定的であるため、長期的に滞在する場合はフランス語の習得は不可欠となっており、政府による無償のフランス語教育プログラムが充実している。これらは、仏語が理解できない移民やカナダの他州出身者、外国人にとっては不便に感じるが、ケベック州で育った英語系住民も高齢者層を除きフランス語に堪能であるために問題はないとされる。
なお、ATMやセルフレジ、自動券売機など機械の言語表示もフランス語だが、ほとんどたいてい英語表示切り替えのオプションがある。
英語の使用
公用語はフランス語のみであるが、行政区分上でモントリオール市に属さない英語圏の地区（ウエストマウント市やWest Islandと呼ばれるドルヴァル市から西側の地区）では、道路標識に英語併記がされている場合が多くなり、英語での行政サービスが行われており、2002年にモントリオール島内が単一自治体に統合された後の2006年の再離脱は言語の問題が理由とされる。観光客の多い市内中心部やビジネス街、英語系大学であるマギル大学やコンコルディア大学のある周辺の地域ではフランス語よりも英語を聞く機会が多くなり、英語のみで事が足りることが多い。
静かなる革命によるフランス語憲章が制定される前の1960年代までは、モントリオールの中心部では英語が主体であり、経営者や管理職（イギリス系）の言語は英語で企業内での使用は英語に限定されており、フランス語は労働者（フランス系）の言語であった。現在、法律による規制から街中に英語のみによる看板はほとんど見られないものの、特に旧市街のビルの古い広告看板などは大きく英語のみで書かれていたり、消された跡が残っていることから、古い建物にはその時代の名残が見受けられる。
学校教育においても、フランス語と英語の学校に分かれているが、英語圏出身者やその移民（厳密には英語が母語であるか、英語で初等・中等教育を受けたものに限るなどの詳細な規定がある）は英語を教授言語とする学校に入ることができるが、フランス語圏出身者や非英語圏出身の移民はフランス語で教育を受けることが義務付けられている。例外的に短期滞在者のみ、非英語圏出身者であっても英語で教育を受けることが可能であるが、その場合もたいていの学校でイマージョン教育が行われているので、フランス語で授業を受ける時間が多くなっている。なお、大学などにはこの規定は適用されないため、英語系であるマギル大学などは全体の2割近くがフランス語を母語とする学生である。
このような政策の結果、1970年代より英語系住民は州外へ流出し、フランス語色が強くなった。1960年代まではドイツ、ポーランド、イタリア、ギリシャ、ポルトガル等を中心とした移民の言語は主に英語に統合されていたが、その後の移民の出身国は旧フランスやベルギーの植民地であったフランス語圏が中心となってきている等移民受け入れにおいてもフランス語化が進められており少子化によりフランス系住民の減少が進む中、移民によってフランス語社会を維持していけるかどうかが大きな課題となっている。また、非フランス語圏からの移民、特に中国人などの東洋系やインド人などの南アジア系移民は、より同胞コミュニティ規模の大きいトロントなど他州へ再移住する人も少なくない。これは、ケベック州の移民審査基準が他州に比べると緩いからと言われている。

## 交通

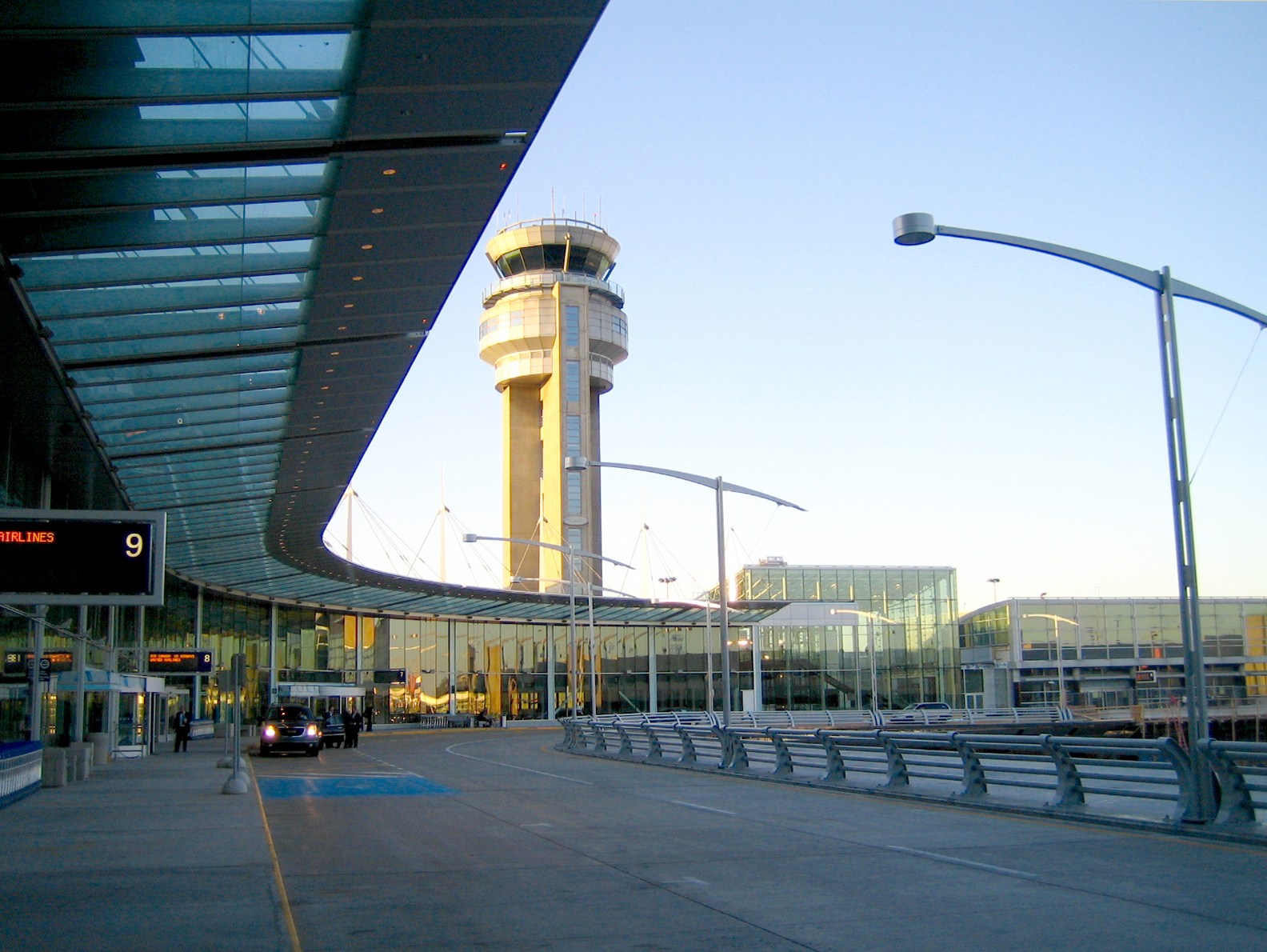
トルドー国際空港

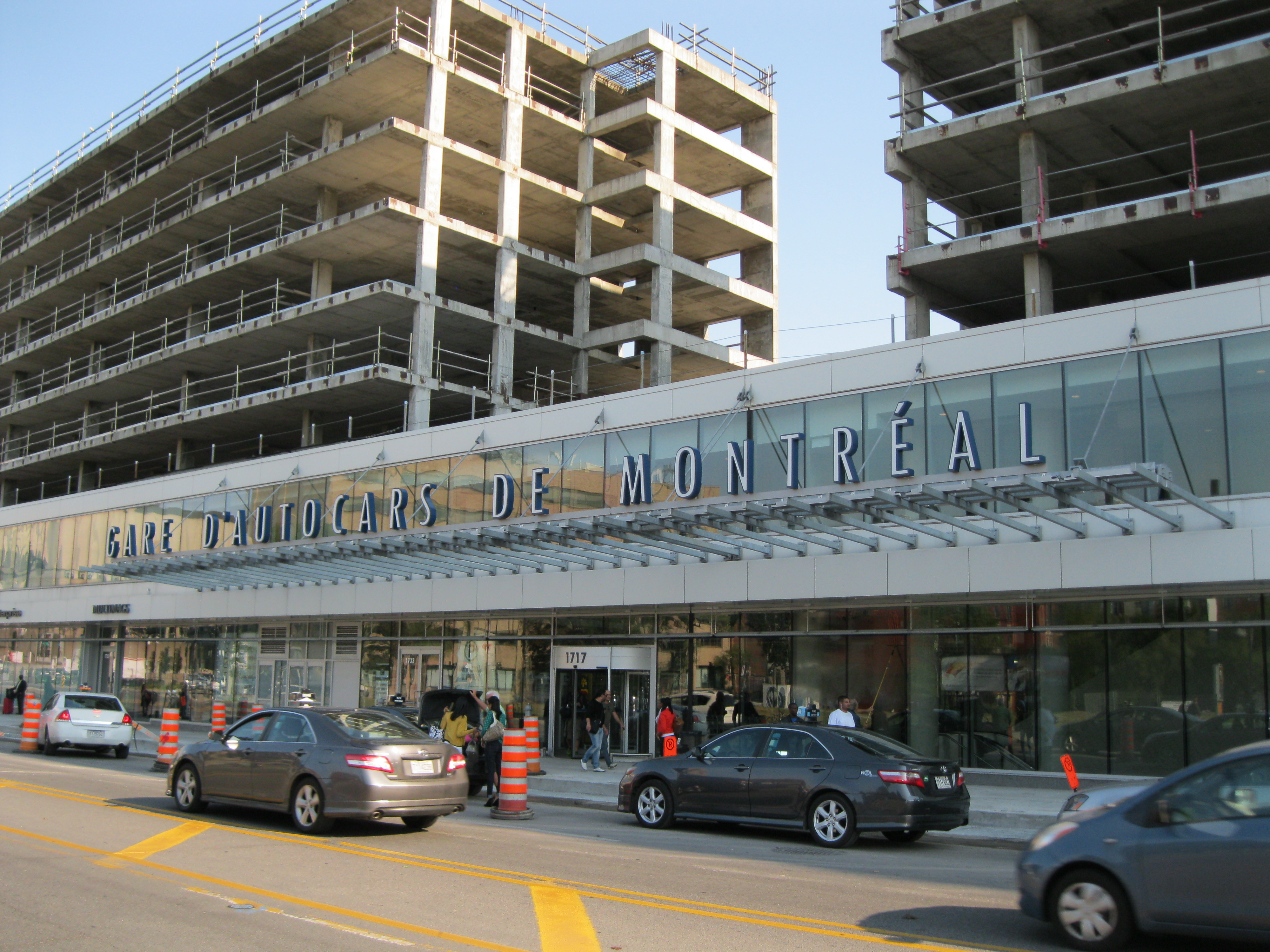
長距離バスターミナル（Berri通り）

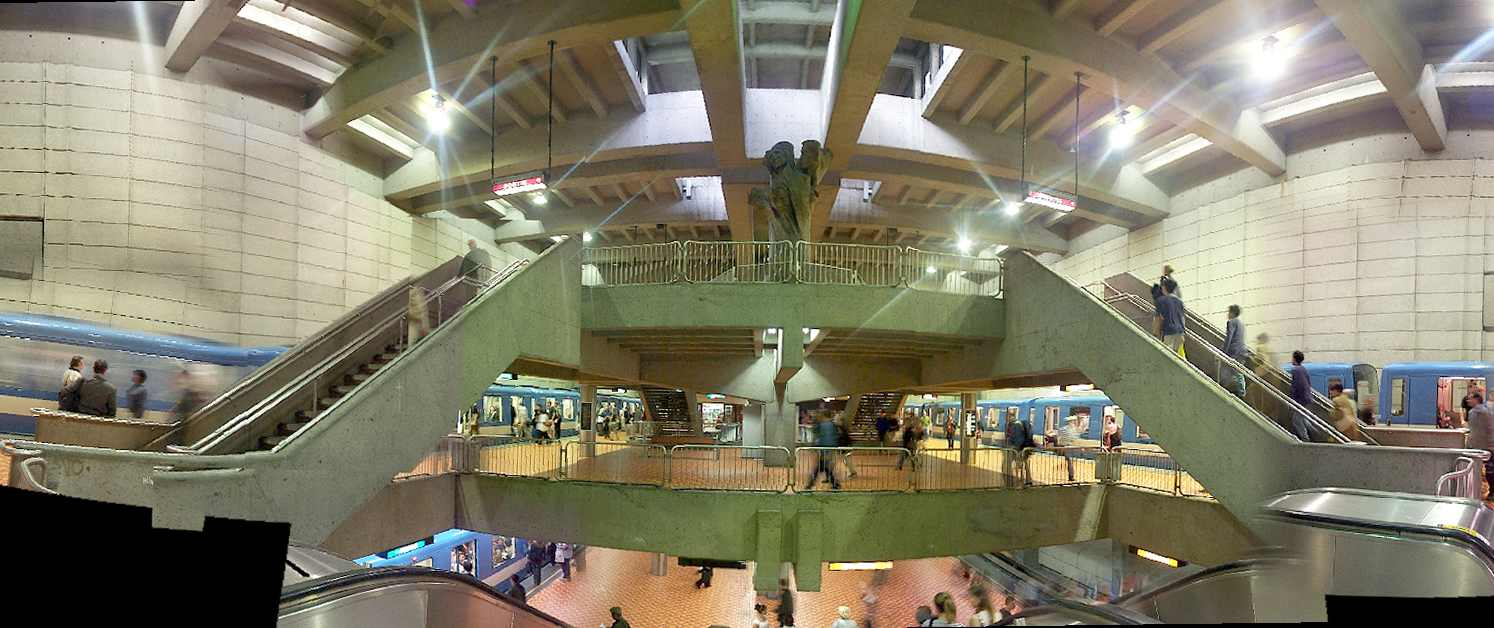
二層構造のモントリオール地下鉄 Lionel-groulx駅構内

### 空港
- モントリオール・ピエール・エリオット・トルドー国際空港（空港コード YUL）。成田からエアカナダの直行便が就航。市街地から西約20kmにあり、747系統バスが中心部を結んでいる（下記参照）。
- モントリオール・ミラベル国際空港（空港コード YMX）。貨物専用空港。

モントリオールには国際航空運送協会 (IATA) と国際民間航空機関 (OACI)、国際空港評議会 (CIA)の本部機能がおかれている。

### 長距離バス
長距離バスターミナル Gare d'autocars de Montréalは、地下鉄Berri-UQAM駅から北方向へ徒歩すぐにあり（連絡通路はなく一旦外に出る）、下記方面へ長距離バスが出ている。
- トロント、オタワ方面：コーチ・カナダ（英語版）
- ケベックシティ、オルレアン・エクスプレス（フランス語版）
- ボストン、ニューヨーク：グレイハウンド (Greyhound)
- 747系統 モントリオール・トルドー空港：STM

### 市バス
モントリオール交通会社がモントリオール市内で運行している。地下鉄と共用できるプリペイド式非接触型ICカード「OPUSカード」が導入されている。前乗り先払い。

#### BRT
2022年にピー・ヌフ通り沿いにピー・ヌフBRT（バス・ラピッド・トランジット、BRT）路線が開通した。

#### 747系統-空港連絡バス
STMの747 Express busがモントリオール・ピエール・エリオット・トルドー国際空港からBerri通りにある長距離バスターミナルまで24時間運行している（市街地中心のルネ・レヴェスク通りを経由）。途中区間の空港から地下鉄 Lionel-Groulx 駅までは、　13時〜18時台を中心に増発される（ノンストップで所要時間20～30分）。空港の乗り場は、ターミナルビルのアメリカ線側の一階到着口前で「747」と表示されている。

### 地下鉄
モントリオール交通会社が運行するモントリオール地下鉄がある。運行時間は駅にもよるが目安5:30から24:30まで、土曜のみ最終が30分遅くなり深夜1時ごろまで。各駅に始発と最終の出発時刻が掲示されている。列車は3-8分毎、早朝深夜は10分毎の運行。各駅の通路にエスカレータが多く設置されているが、階段のみの箇所もあるので大きな荷物がある場合要注意。
- グリーン1号線。市中心部から東西を結ぶ。
- オレンジ2号線。市中心部から北部二方面、ラバル市まで延びる。
- イエロー4号線。サンテレーヌ島を経由してセントローレンス川対岸へ延びる[注釈 9]。
- ブルー5号線。モンロワイヤル北側を走る。

### ライトメトロ
SNC-Lavalinが運行するライトメトロ（自動運転鉄道システム）のREM(レム)がある。2023年に部分開通した。全区間が完成するとモントリオール中央駅から4路線、24駅、総延長67kmとなる。モントリオール国際空港とも結ぶ予定（空港連絡鉄道の役割を担う）。

### 鉄道
多くがモントリオール中央駅（Gare centrale de Montréal）を発着する。
- VIA鉄道[注釈 10]・・・モントリオール中央駅からトロント、オタワ、ケベック・シティー、ハリファックス、ガスペ、サグネ方面へ路線が延びている。
- アムトラック・・・モントリオール中央駅とニューヨーク間の昼行国際列車アディロンダック号が運行する[40]、1日1往復発着する[41]。
- コミュータートレイン・・・モントリオール大都市圏交通局によってモントリオール中央駅もしくはルシアン・ラリエール駅（Lucien L'Allier）から出ている通勤路線。

### 港湾
- モントリオール港（旧市街地がセントローレンス川に面する場所に位置する。近接してラシーヌ運河入り口がある。）

### 運河
- ラシーヌ運河
- セントローレンス海路

### 橋

#### セントローレンス川
- シャンプラン橋（2019年7月、新橋へ更新された。REM路線が通る。）

## 文化施設・公園
- モントリオール美術館
- モントリオール現代美術館
- モントリオール植物園
- ビイオドーム（フランス語版）：屋内型動植物園
- モントリオール昆虫館（フランス語版）
- エコミュージアム動物園（フランス語版）（モントリオール動物園）
- ポワンタカリエール考古学歴史博物館（フランス語版）　旧市街
- カナダ鉄道博物館（フランス語版）
- ラ・ロンド（フランス語版）：1967年モントリオール万国博覧会記念遊園地。隣接のジャンドラポ公園（フランス語版）は国際催物会場やモントリオール・カジノがある。
- モン・ロワイヤル公園（フランス語版）：ロワイヤル山上。

## 観光

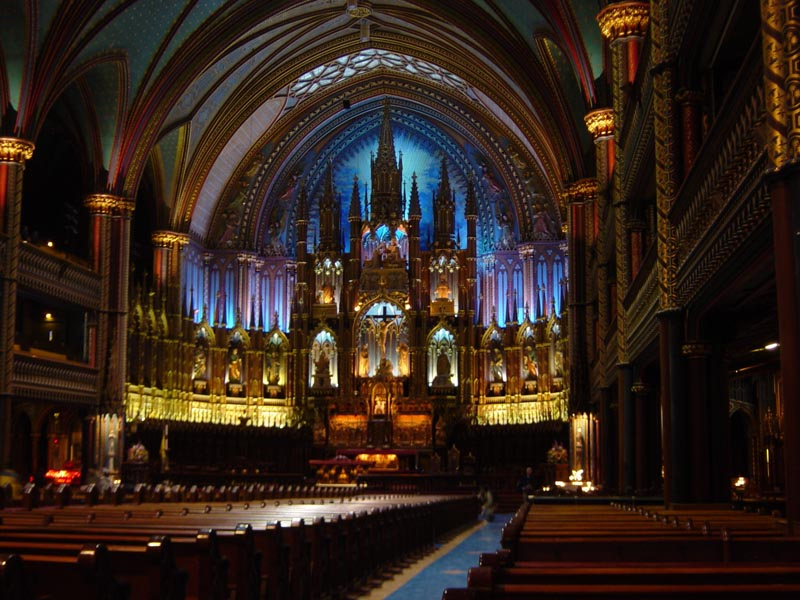
ノートルダム聖堂(内観)

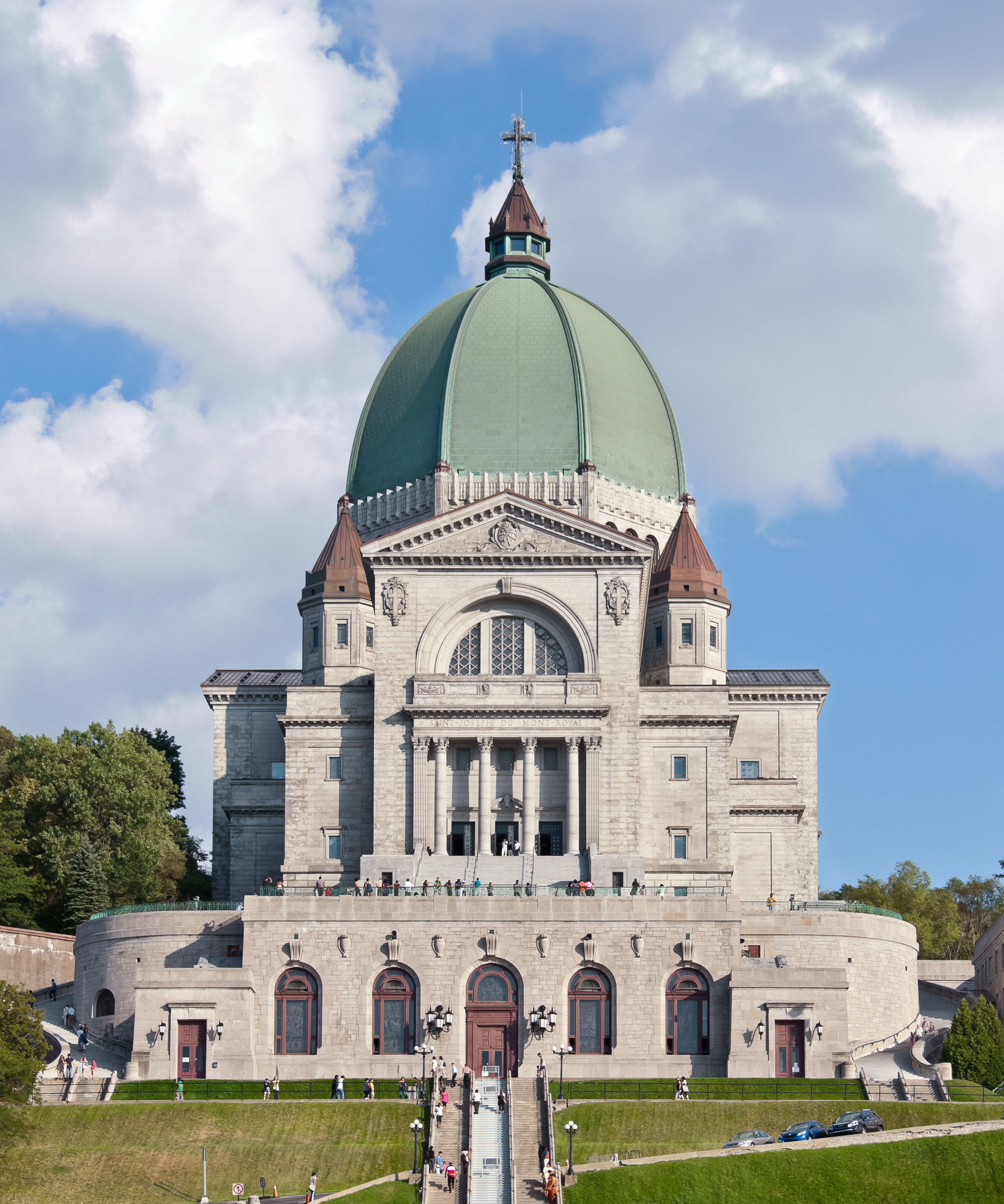
サン・ジョゼフ礼拝堂

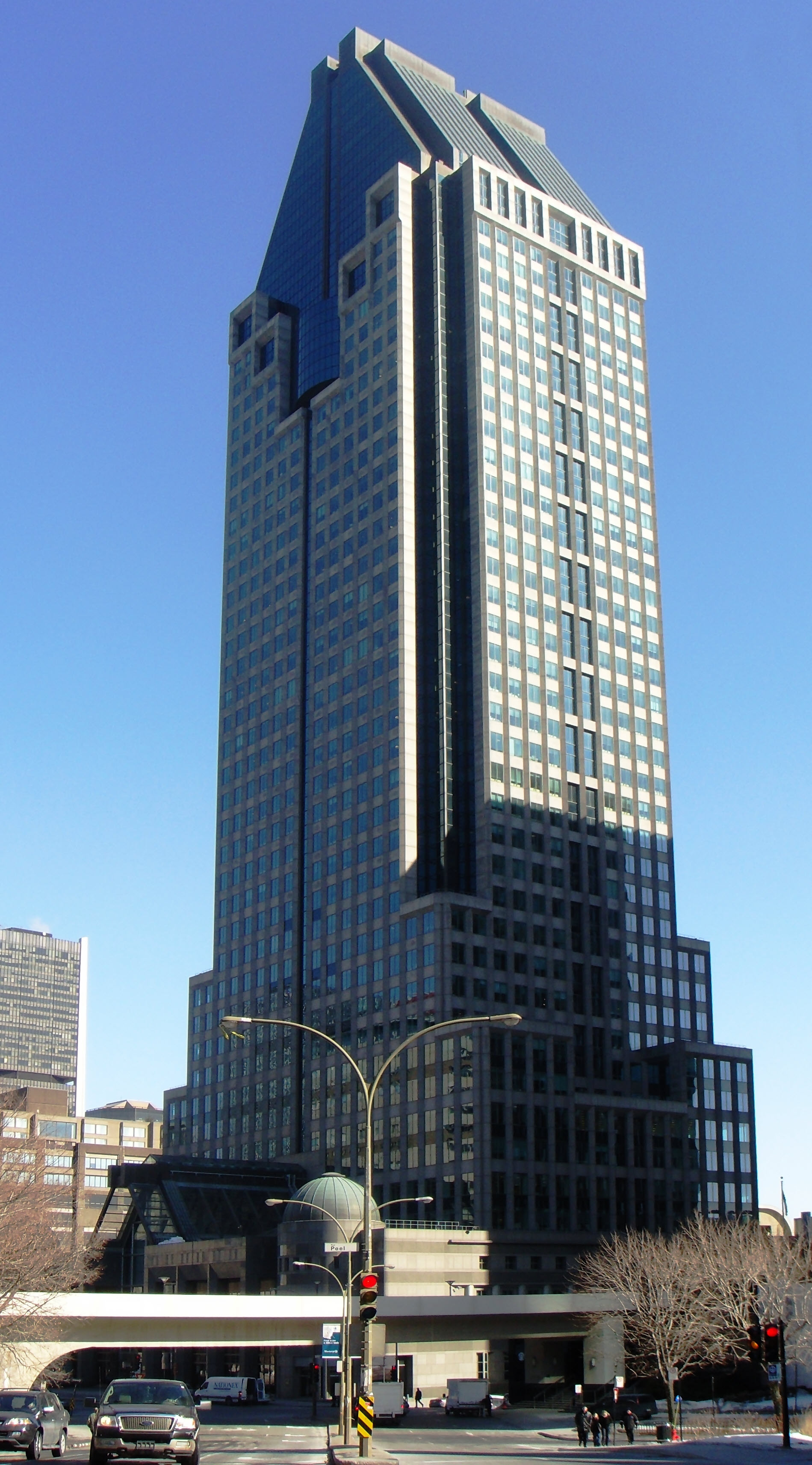
モントリオールで最も高い超高層ビルの1000 ドゥ・ラ・ゴシュティエール

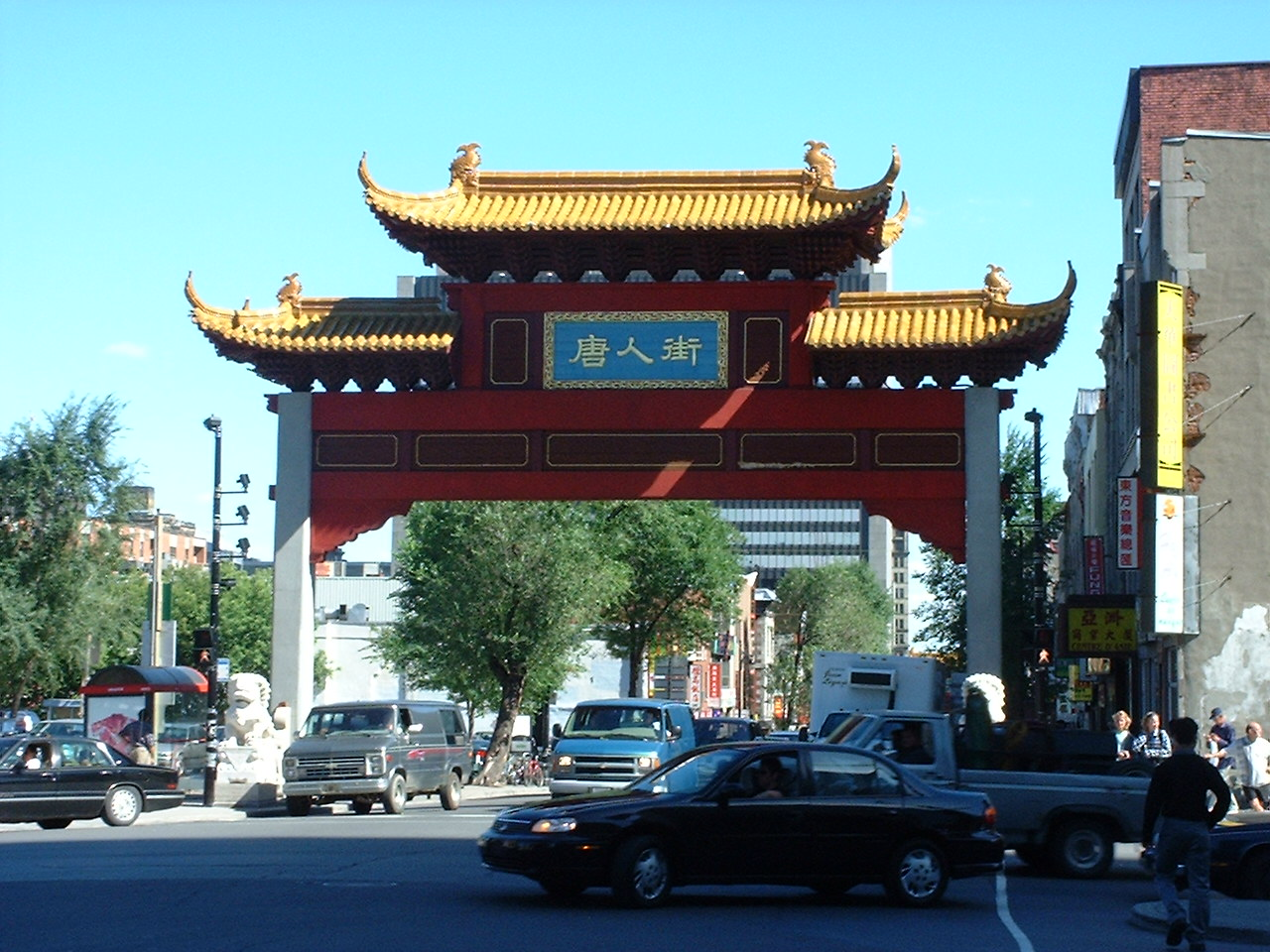
チャイナタウンの門

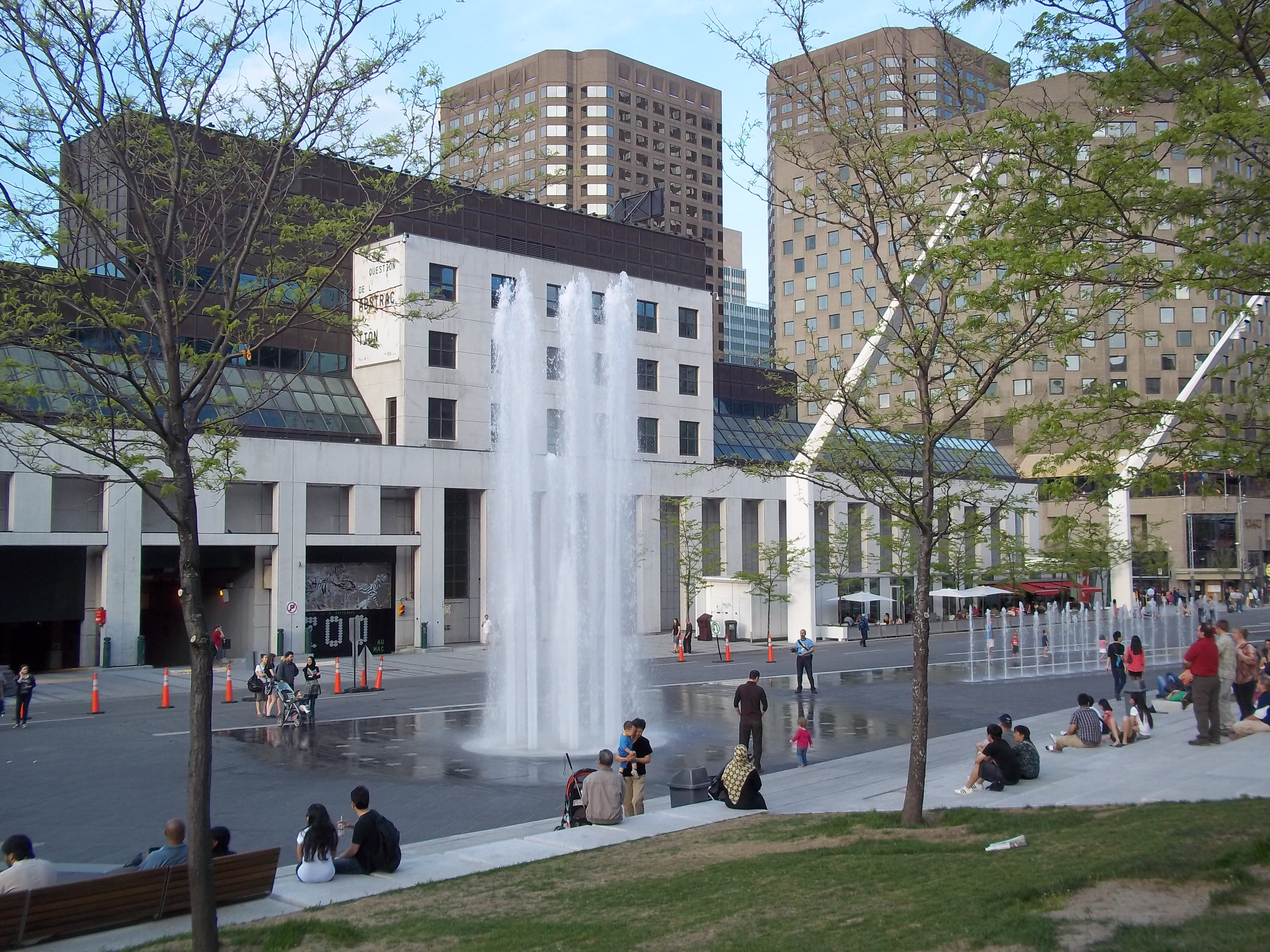
カルティエデスペクタクル

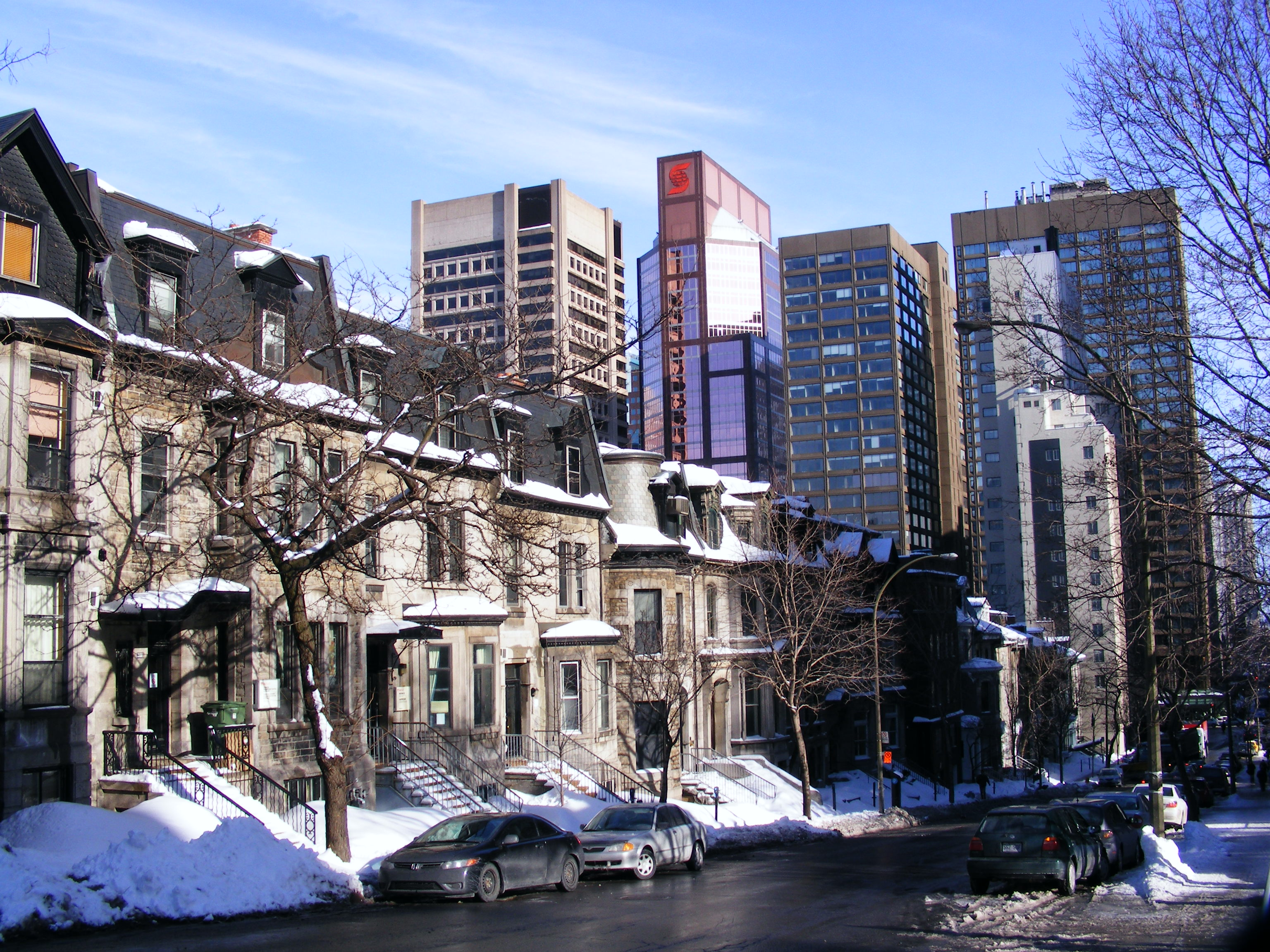
ピール通り

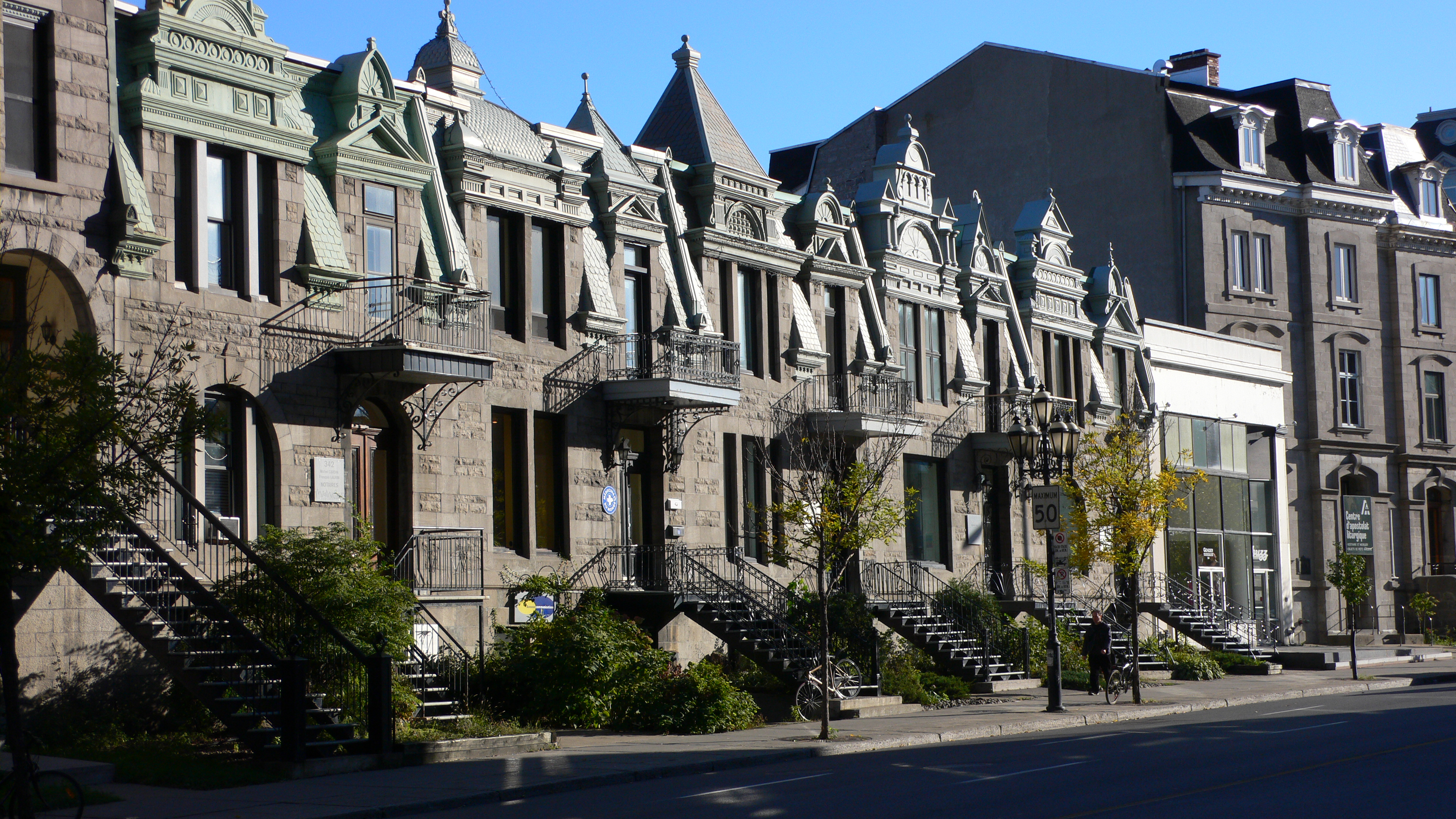
シェルブルック通りの街並み

日本の観光ガイドにはモントリオールは「北米のパリ」と称されているが、現地での認識は、フランスから伝承されケベックで独自の発展した「ケベック文化/風習」とされている。
- 旧市街（フランス語: Vieux-Montréal）：フランス風の石造りの町並みを持ち、下記のように名所旧跡が多い。
  - モントリオール・ノートルダム聖堂：北米で最大のカトリック聖堂。地下鉄アルム広場駅が最寄り。
  - 安全航海ノートルダム教会（フランス語版）：（Notre-Dame-de-Bon-Secours）：入植時代に安全航海祈願のため建立。地下鉄シャン・ド・マルス駅が最寄り。
  - ボンスクール市場（フランス語版）：1844年に建てられたマーケット。
- 世界の女王マリア大聖堂（フランス語版）：ケベック州3番目の大きさのカトリックの教会。ローマ聖ペテロ大聖堂を模してある。
- サン・ジョゼフ礼拝堂（フランス語版）：ケベック州最大規模のカトリック教会。山の中腹を削って建てられている。
- オリンピック・スタジアム：1976年モントリオールオリンピックのために建設された[注釈 11]。
- サント・カトリーヌ通り（フランス語版）（Rue Sainte-Catherine）：繁華街ショッピング・ストリート
- シェルブルック通り（フランス語版）：高級ショッピング・ストリート
- アビタ67団地：奇抜なデザインの集合住宅。

モントリオール郊外は、北にはローレンシャン山地があり、夏はキャンプ、冬はスキーなどのアウトドアレジャーの宝庫となっている。
またケベック付近のセントローレンス川沿いにカエデ並木が存在し、ここは「メープル街道（カエデ街道）」として、秋にカエデの紅葉を楽しむことができる観光ルートとなっている。

## 新都市計画
近年、モントリオールでは、新時代の芸術と文化を取り入れた都市の開発が始まった。古い石切り場であるゴミ埋立地などを改良し、巨大なサーカス用のドーム（TOHU）を作るなど力を注いでいる。計画の中でも、テーマは「新時代」。ニューヨークのセントラルパークは19世紀をイメージした公園だが、モントリオールの新公園は21世紀をイメージする予定である。なおモントリオールはシルク・ドゥ・ソレイユの発祥の地であり、その国際本部があることでも有名。例えば、街の中にあるいくつものパブで音楽と同時に大道芸を行うなど、街の店でも新都市計画にあわせた動きが見られる。

## スポーツ

### スポーツチーム

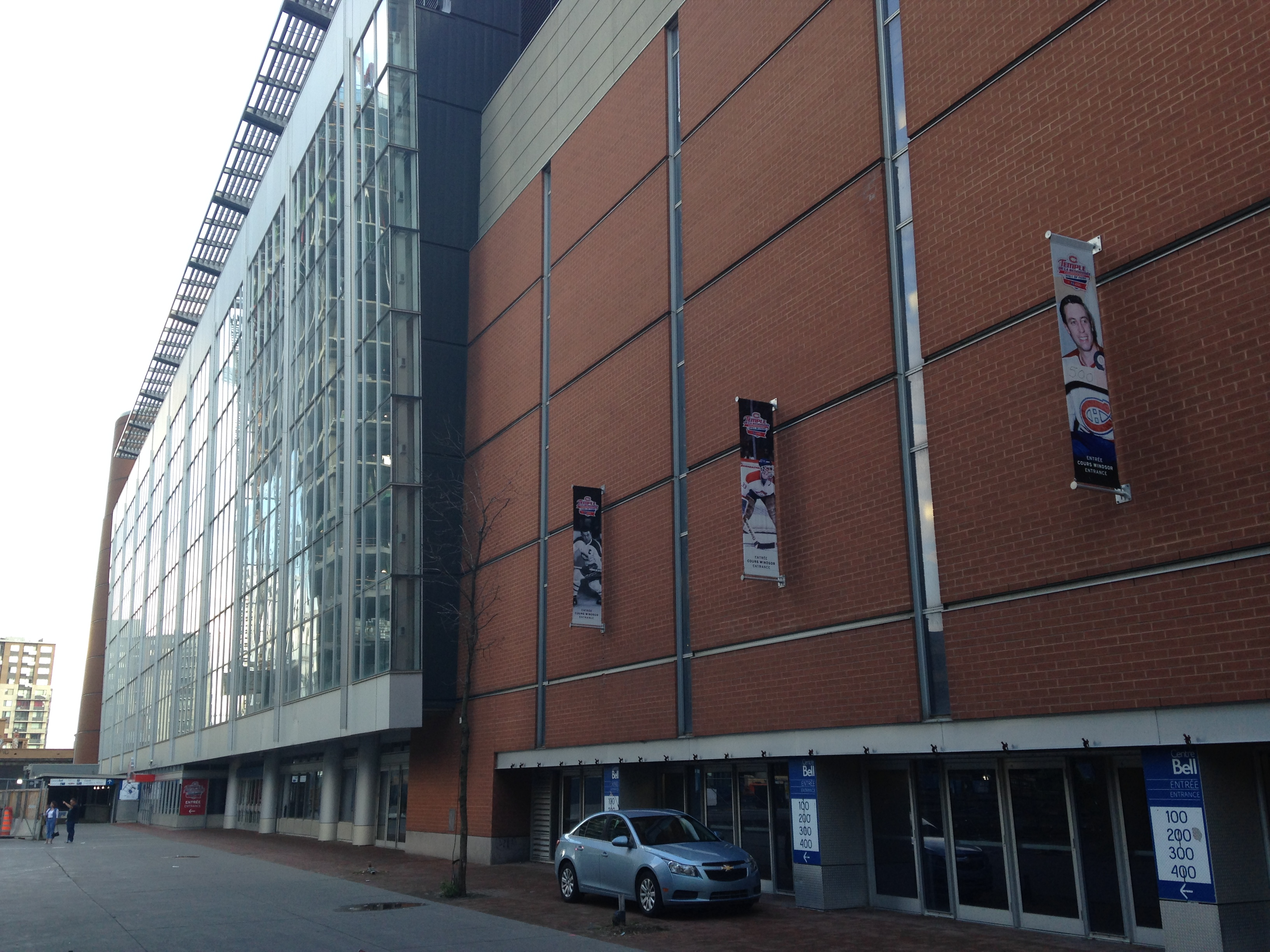
ベル・センター

モントリオールを本拠地とするプロスポーツチームは以下の通りである。
| スポーツ種別             | チーム                         | 所属団体 | 団体内所属                       | ホーム競技場                                 |
| ------------------------ | ------------------------------ | -------- | -------------------------------- | -------------------------------------------- |
| アイスホッケー           | モントリオール・カナディアンズ | NHL      | イースタン・カンファレンス       | ベル・センター                               |
| カナディアンフットボール | モントリオール・アルエッツ     | CFL      | イースト・ディビジョン（東地区） | パーシバル・モルソン・メモリアル・アタジアム |
| サッカー                 | CFモントリオール               | MLS      | イースタン・カンファレンス       | スタッド・サプト                             |

かつてモントリオールを本拠地としたプロスポーツチームは以下の通りである。
| スポーツ種別 | チーム                       | 所属団体                                         | 団体内所属               | ホーム競技場             |
| ------------ | ---------------------------- | ------------------------------------------------ | ------------------------ | ------------------------ |
| 野球         | モントリオール・エクスポズ   | MLB                                              | ナショナルリーグ         | オリンピック・スタジアム |
| 野球         | モントリオール・ロイヤルズ   | マイナーリーグベースボール                       | インターナショナルリーグ | デロミラー・スタジアム   |
| 野球         | ラサール・カージナルス       | リグ・ベースボール・ジュニア・エリート・ケベック |                          | リヴェルシッド公園       |
| 野球         | オリオールス・モントリオール | リグ・ベースボール・ジュニア・エリート・ケベック |                          | アウンツィック公園       |
| 野球         | モントリオール・ロイヤルズ   | カナディアン・ベースボール・リーグ               | 東地区                   | なし                     |

### スポーツイベント
- 夏季オリンピック

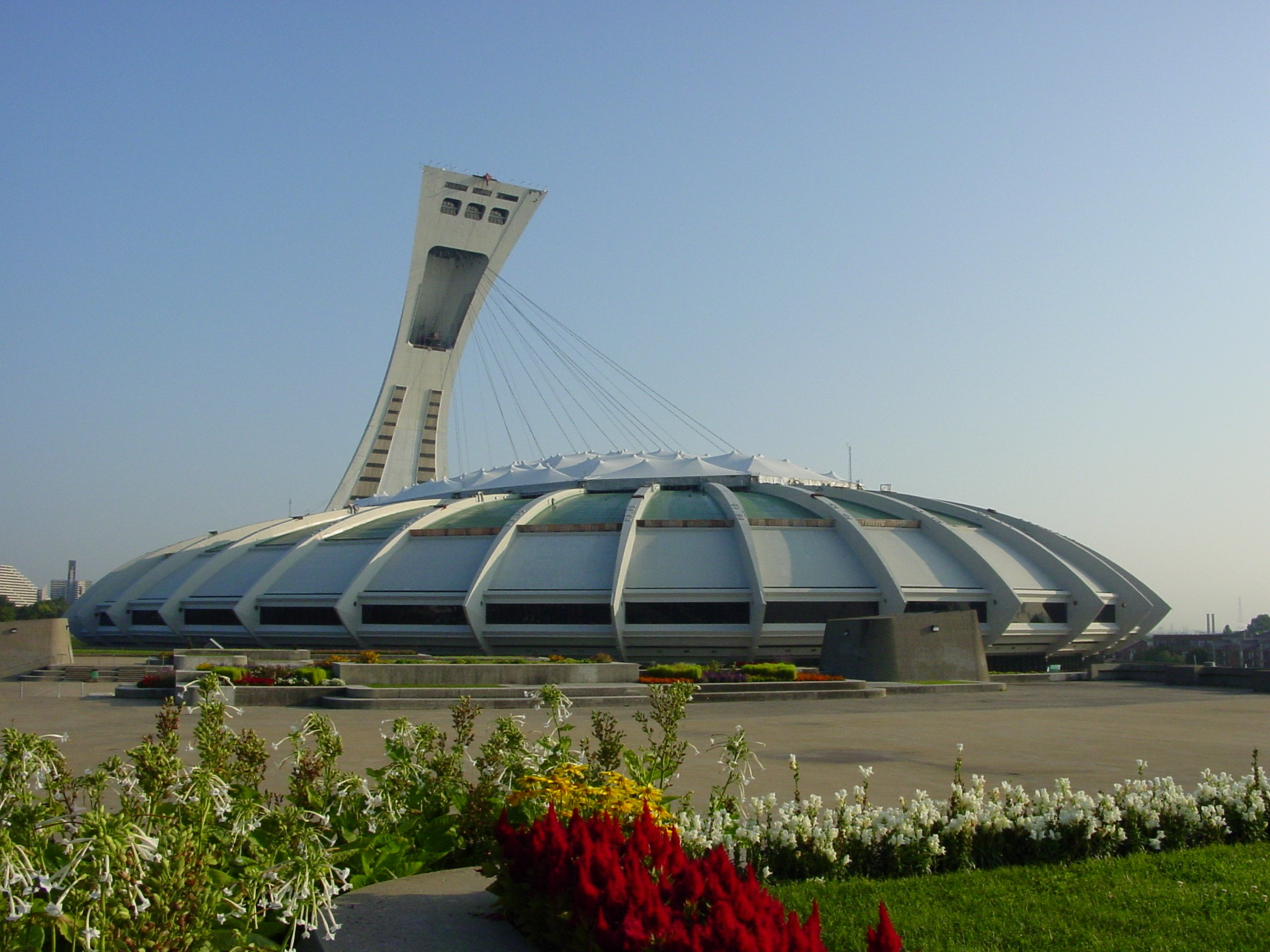
オリンピック・スタジアム

  - 1976年モントリオールオリンピックを開催。
- F1世界選手権 (フォーミュラ1)
  - カナダグランプリが1967年以降ほぼ毎年開催されている（2009年、2020年、2021年は開催されず）。会場はジル・ヴィルヌーヴ・サーキット。
- インディカー・シリーズ
  - モルソン・インディ・モントリオールと呼ばれるインディカー・イベントをサネア・スーパースピードウェイ（Sanair Super Speedway）にて1984年から1986年まで、そしてジル・ヴィルヌーヴ・サーキットにて2002年から2006年まで開催していた。
- テニス
  - ナショナル・バンク・オープン（旧ロジャーズ・カップ）
- 自転車競技
  - グランプリ・シクリスト・ド・モンレアル - 毎年9月に開催されるUCIワールドツアーの１つ。1974年にモントリオールで開催されたロードレース世界選手権のコースをなぞるコース設定がなされている。
- その他のスポーツイベント
  - 世界水泳選手権（2005年）

## 文化イベント

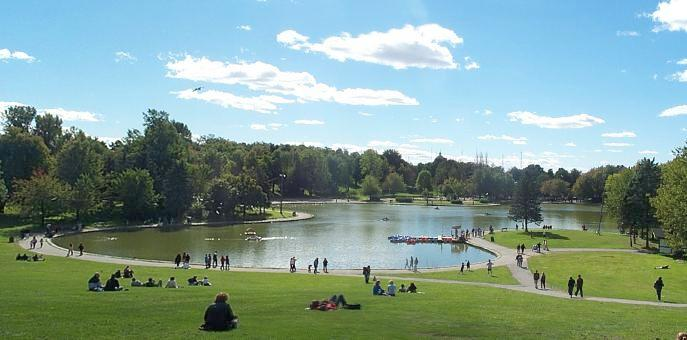
モン・ロワイヤル公園

- モントリオール国際ジャズフェスティバル
- ファンタジア国際映画祭
- モントリオール世界映画祭
- ケベックの日

## 教育

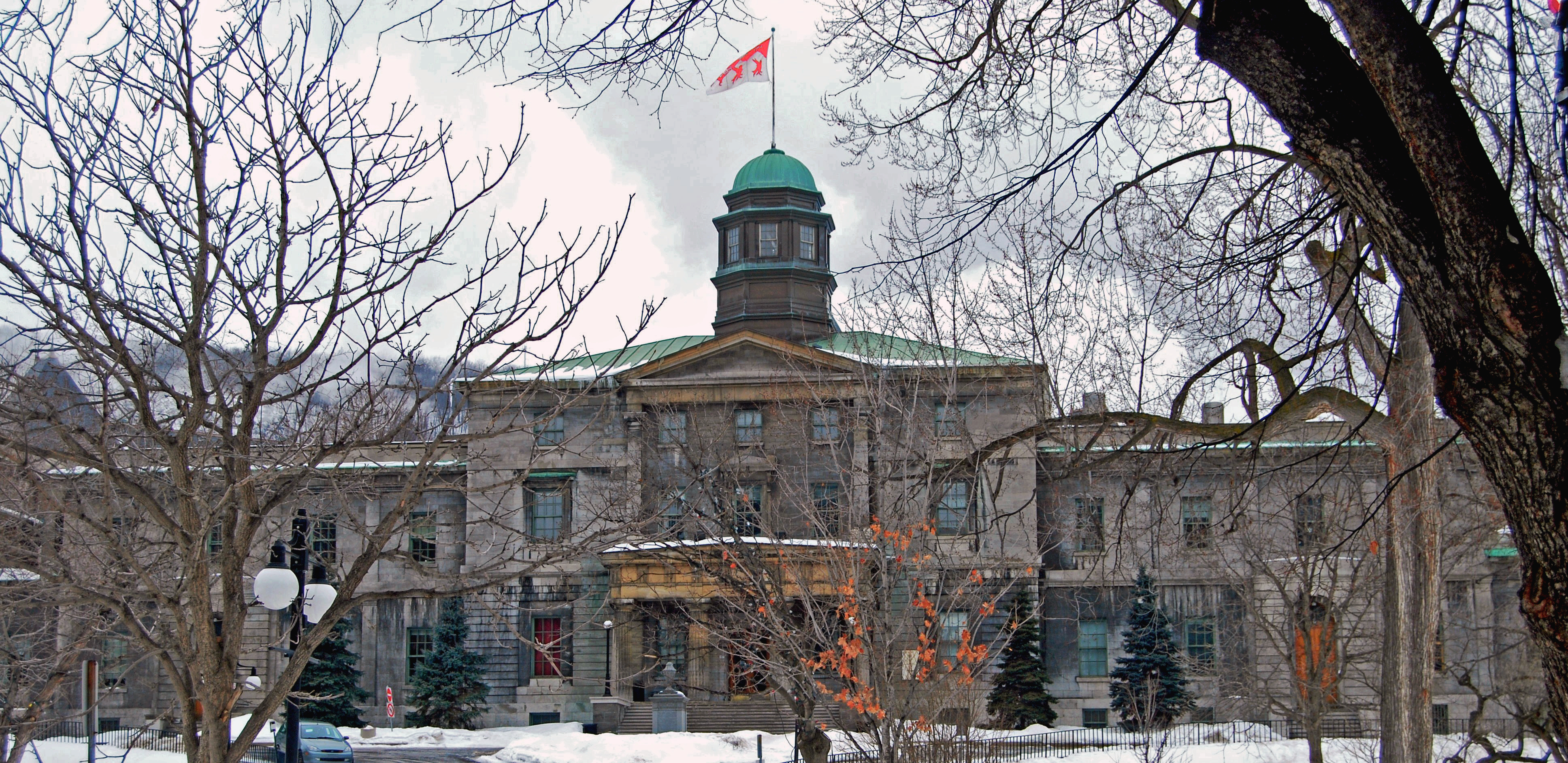
マギル大学

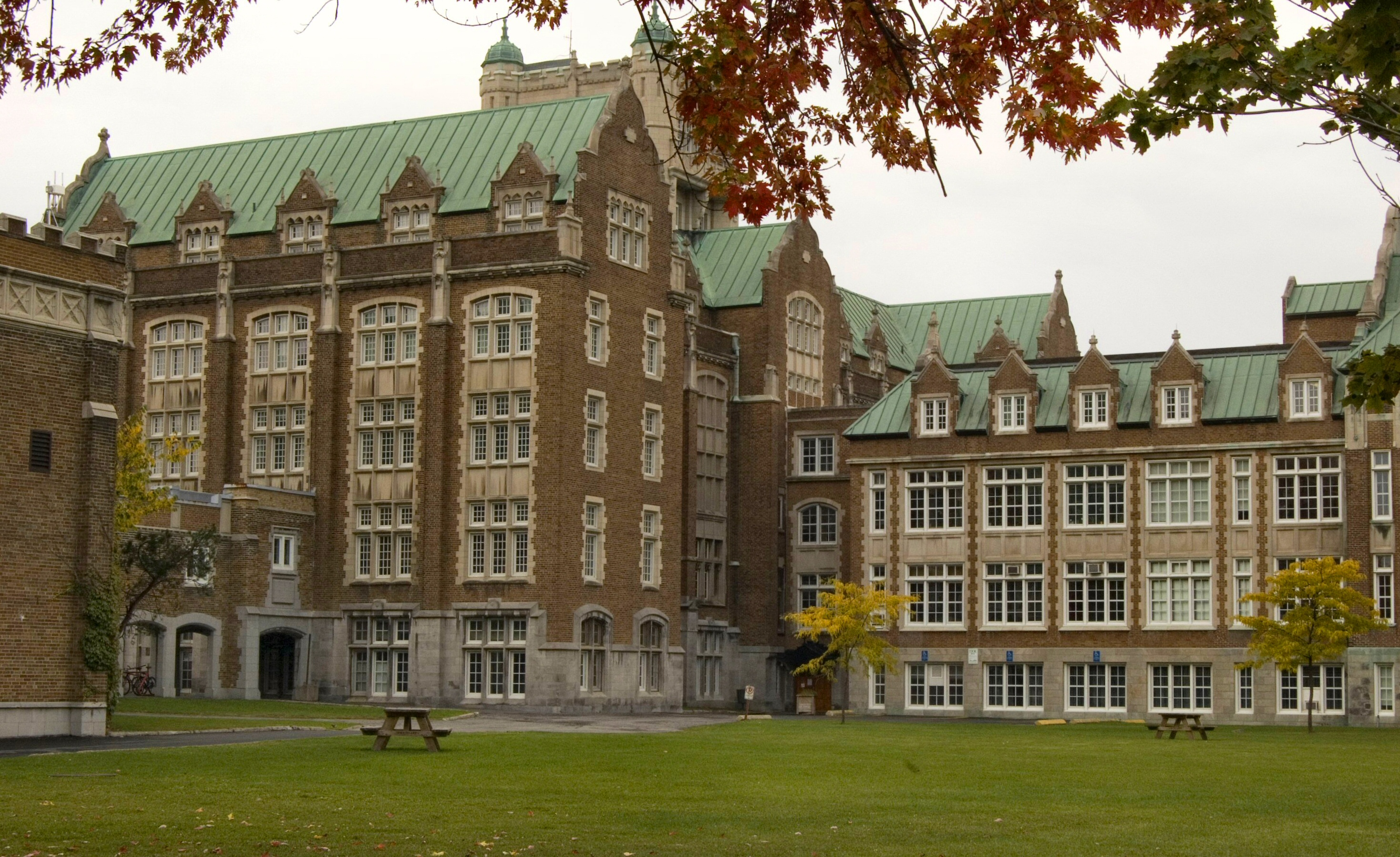
コンコルディア大学

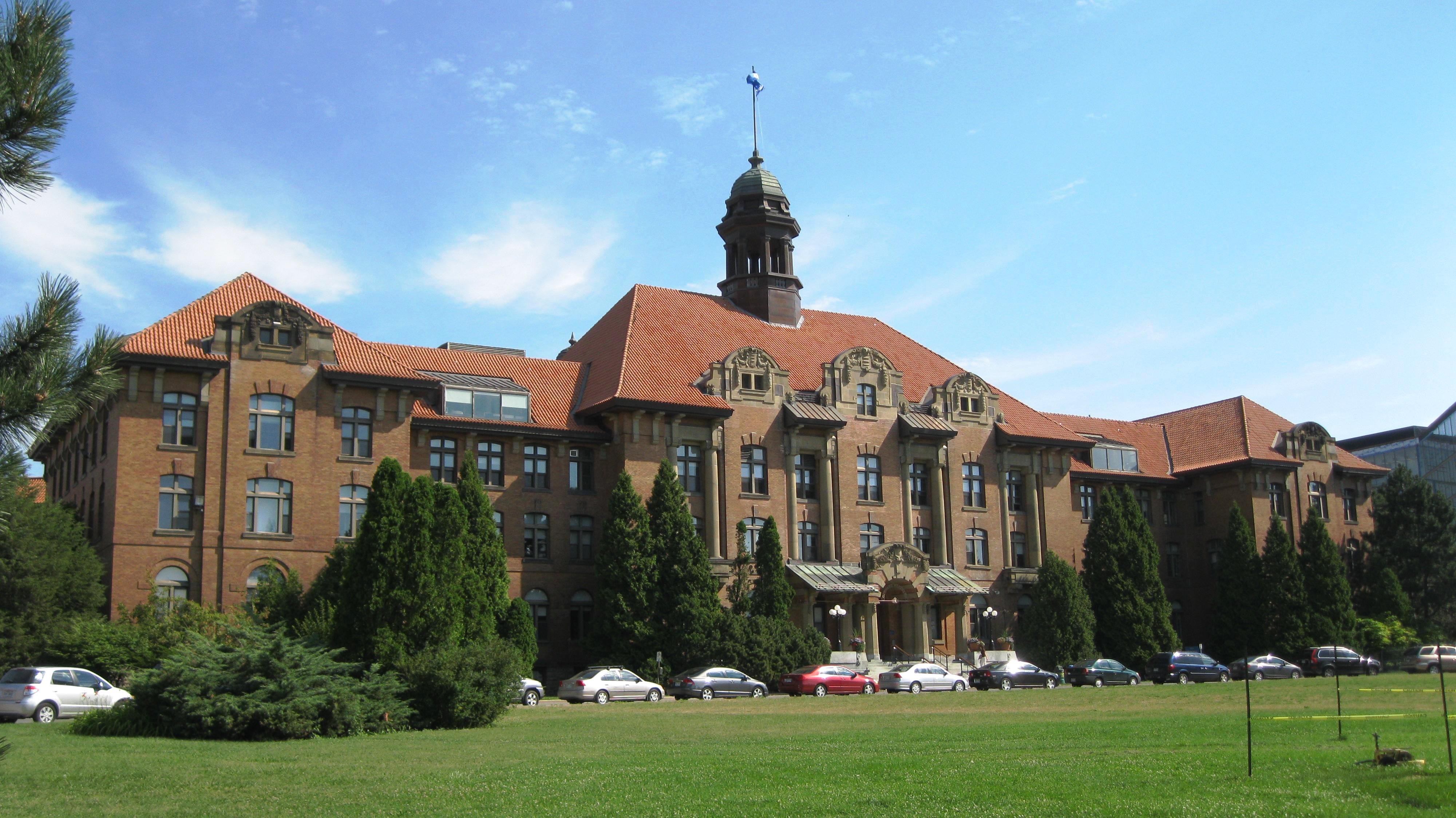
ジョン・アボット・カレッジ

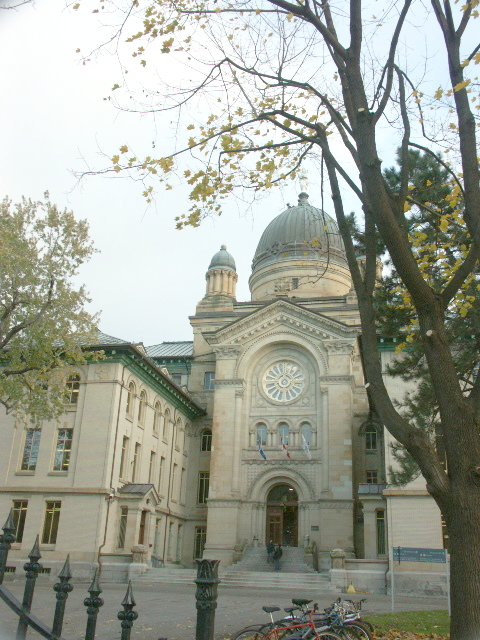
ドーソン・カレッジ

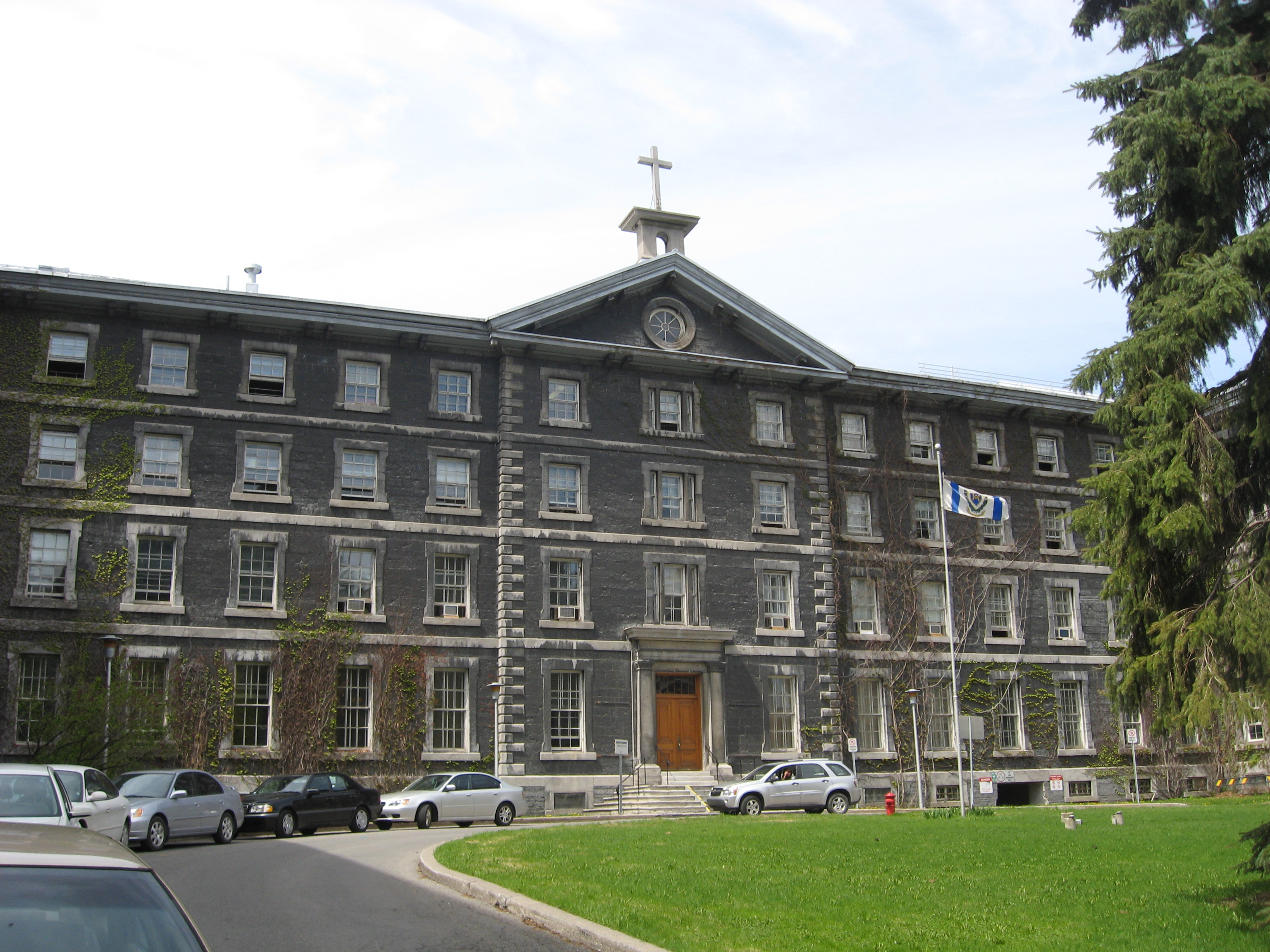
Collège de Montréal

### 大学
モントリオールは北米有数の大学都市として知られ、市内には4つの総合大学が存在する他に、幾つもの教育機関が存在している。 
- モントリオール大学（Université de Montréal, UdeM）：仏語大学。仏語圏におけるトップ大学として認知されている。
  - モントリオール理工科大学（École Polytechnique de Montréal）：仏語大学
  - モントリオール商科大学（École des Hautes Études Commerciales de Montréal, HEC）：仏語大学
- ケベック大学モントリオール校（Université du Québec à Montréal, UQÀM）：仏語大学
  - エコール・ド・テクシュペリウール ( École de technologie supérieure, ETS) ：仏語大学
- マギル大学（Université McGill）：英語大学。多数のノーベル賞受賞者を輩出し、トロント大学と並ぶ双璧とされる。特に医薬分野が有名。
- コンコルディア大学（Université Concordia）：英語大学

#### 「AI研究のハブ」
数学に強いフランス系移民が多いという歴史的背景などから、特にニューラルネットワークや人工知能（AI）の研究が盛んで、「AI研究の国際的ハブ」と目されるようになっている。モントリオール大学とマギル大学の研究者がAI研究組織「MILA」（the Montreal Institute for Learning Algorithms）を設立しているほか、AI関連のスタートアップ企業も相次ぎ創業している。2016年にはAI分野でモントリオールに合計10億ドルが投資され、大学の集積はモントリオールの経済にも大きく寄与している。

### CÉGEP(高等学校)
- 英語CÉGEP
  - Collège Dawson
  - Cégep John Abbott
  - Collège régional Champlain de Saint-Lambert
  - Cégep Vanier
  - Collège Marianopolis

- 仏語CÉGEP
  - fr:Collège Ahuntsic
  - fr:Collège André-Grasset
  - fr:Cégep André-Laurendeau
  - fr:Collège de Bois-de-Boulogne
  - fr:Collège Édouard-Montpetit
  - fr:Collège Gérald-Godin
  - fr:Collège Jean-de-Brébeuf
  - fr:Collège de Maisonneuve
  - fr:Collège Montmorency
  - fr:Cégep Marie-Victorin
  - fr:Cégep de Rosemont
  - fr:Cégep de Saint-Laurent
  - fr:Cégep du Vieux Montréal

## メディア

### テレビ局
フランス語放送
- SRC(CBC)公共放送
- TVA（フランス語版）民間放送 - ケベック州のみ
- Noovo（フランス語版）民間放送 - ケベック州のみ

英語放送
- CBMT（英語版）公共放送（CBC系）
- CTV Montreal（英語版）民間放送（CTV系）広島ホームテレビ（テレビ朝日系）と姉妹局提携（1990年4月）

### 新聞社
フランス語紙
- ル・ジュルナル・ドゥ・モンレアル（英語版）（Le Journal de Montréal）：発行部数：31万部：北米最大のフランス語新聞、タブロイド紙。
- ラ・プレス（フランス語版）（La Presse）：発行部数：28万部

英語紙
- モントリオール・ガゼット（英語版）（Montreal Gazette）：発行部数：16万部

### 日本語フリーペーパー
- ココモントリオール （月刊）

## 衛星都市
- ラヴァル
- ロンゲール
- ブーシャーヴィル
- ブロサード
- テルボンヌ
- ルパンティニー

## 姉妹都市
- 上海市 （中華人民共和国）- 1985年
- 広島市 （日本・広島県）- 1998年
- ニューヨーク市 （アメリカ合衆国・ニューヨーク州）
- ハリスバーグ市 （アメリカ合衆国・ペンシルベニア州）
- ホノルル市 （アメリカ合衆国・ハワイ州）
- ロサンゼルス市 （アメリカ合衆国・カリフォルニア州）
- ロンドン市 （イングランド）
- アムステルダム市 （オランダ）
- アテネ市 （ギリシャの首都）
- パリ市 （フランスの首都）
- トゥールーズ市 （フランス）
- 釜山広域市 （大韓民国）- 2000年
- ブリュッセル （ベルギーの首都）